# شبكة استشعار لاسلكية

شبكة استشعار متصلة لاسلكيا مع الحاسوب لتزويده بالمعلومات عن الظاهرة الفيزيائية المراد دراستها

شبكات الاستشعار اللاسلكيّة (Wireless Sensor Network) هي مجموعة من أجهزة الاستشعار التي تستخدم في نقل أو متابعة ظاهرة فيزيائة أو كميائية محددة (كالحرارة، الرطوبة، الاهتزاز، الضوء... الخ) ومن ثم نقل المعلومات عن الظاهرة لاسلكيا إلى مركز معالجة البيانات للاستفادة منها دون الحاجة لتواجد الإنسان في مكان الظاهرة الفيزيائية.

## نظرة عامة
وقد بدات شبكة الاستشعار اللاسلكية، باعتبارها واحدة من أفضل التكنولوجيات الناشئة في القرن الحادي والعشرين، تتطور بوتيرة متسارعة في السنوات العشر الماضية. وقد تم القيام بالكثير من الأبحاث لتحسينها في مختلف الجوانب، بما في ذلك بنائها وأنظمة تشغيل العقد وبروتوكولات التوجيه وجمع البيانات ودمجها وآلية تحديد الموقع ومزامنة الوقت وما إلى ذلك. وعلاوة على ذلك، ظهرت أعداد كبيرة من التطبيقات الواعدة وتم نشرها في مناطق جغرافية مختلفة مثل حماية الهياكل الأساسية، والاستكشاف العلمي، والمراقبة العسكرية، ومراقبة حركة المرور والسيطرة، وأمن التعدين والنقل البحري، وحماية البيئة، وتتبع الاجسام، والشؤون العسكرية، وما إلى ذلك. مع وسائل الراحة التي قدمتها شبكة الاستشعار اللاسلكية، وقد أثرت في حياتنا وتغيرت إلى حد كبير في نواح كثيرة. ومع ذلك، لا تزال هناك العديد من المشاكل التي تعاني منها شبكة الاستشعار اللاسلكية. وتشمل قلة الموثوقيه لانظمة الاتصالات اللاسلكية، محدودية الطاقة المتاحة، وإخفاق العقد، وما إلى ذلك.
شبكة الاستشعار اللاسلكية هي وسيلة هامة للدراسة والتفاعل مع العالم المادي. تتكون شبكة الاستشعار عادة من عدد كبير من عقد الاستشعار الصغيرة. كل عقدة استشعار لديها واحد أو أكثر من مكونات الاستشعار لاستشعار الظروف المحيطة (على سبيل المثال درجة الحرارة والرطوبة والضغط) وعنصر للمعالجة والتواصل لإجراء بعض العمليات البسيطة على البيانات والتواصل مع العقد المجاورة لها. وعادة ما يتم نشر عقد الاستشعار بشكل مكثف على نطاق واسع ويتم التواصل مع بعضها البعض عبر وصلات لاسلكية عقد التحكم تقوم بمعالجة البيانات المجمعة من عقد الاستشعار، وجمع أوامر التحكم بعقد الاستشعار، وتوصيل الشبكة بشبكة سلكية تقليدية وعادة ما تنتشر عقد الاستشعار عشوائيا، وبعد ذلك تشكل شبكة استشعار بطريقة مخصصة للقيام بمهام معينة. ولا يوجد عادة دعم للبنية التحتية لشبكات الاستشعار.
وكمثال على ذلك، دعونا نلقي نظرة على مراقبة ساحة المعركة. في هذا التطبيق، يتم نشر عدد كبير من عقد الاستشعار الصغيرة بسرعة في ساحة المعركة عبر الطائرات أو الشاحنات. وبعد النشر، يتم ربط عقد الاستشعار هذه بشكل سريع لتشكيل شبكة مخصصة. ثم تقوم كل عقدة استشعار فردية برصد الظروف والأنشطة في محيطها وجمع معلومات. شبكة الاستشعار اللاسلكية لديها مجموعة واسعة من التطبيقات. وقد أصبحت الشبكة جزءا لا يتجزأ من حياتنا. وفي الآونة الأخيرة، مكنت الجهود البحثية من تنفيذ ونشر شبكات استشعار مصممة خصيصا لتلبية الاحتياجات الفريدة لبعض تطبيقات الاستشعار والرصد.
عناصر شبكة الاستشعار اللاسلكية:
بشكل عام، تتكون الشبكة من ثلاثة عناصر، أجهزة الاستشعار والمراقبون وأجسام الاستشعار، وفيما يلي شرح موجز لهذه العناصر
1.اجهزة الاستشعار:
جهاز استشعار يتكون أساسا من الاستشعار عن بعد، ونقل وتخزين وحدات الطاقة.هذه المهام تتطلب جمع المعلومات من اجسام في العالم الحقيقي، وتخزين بيانات الاستشعار، واجراء بعض العمليات الحسابيه ونقلها إلى المراقبين.
2.المراقبون:
المراقبون هم مستخدمي شبكة الاستشعار اللاسلكية، الذين يتحققون، ويستفيدون من المعلومات المستشعره. ويمكن للمراقبين أن يكونوا بشراو أجهزة كمبيوتر أو بعض المعدات الأخرى. وهم يحللون ويفسرون المعلومات المستشعرة من اجل اتخاذ القرارات.
3.اجسام الاستشعار:
الأجسام الاستشعار هي بعض الأهداف مثل الدبابات والجنود والحيوانات والغازات الضارة، وما إلى ذلك أن المراقبين يهتمون بشكل عام، بعرض اجسام الاستشعار على شكل خصائص رقمية لبعض الظواهر الفيزيائية والظواهر الكيميائية وغيرها، بما في ذلك حركة الأجسام ودرجة الحرارة والرطوبة وتركيز الدخان الخ. ويمكن أن تستشعر شبكة الاستشعار اللاسلكية عددا من الأشياء داخل منطقة تغطية الشبكة.

## الخصائص
تم التعرف على شبكات الاستشعار اللاسلكية (WSNs) كنظام يعيد تشكيل نفسه ذاتيا استجابة للظروف الخارجية كما انه يتكون من عدة عقد [null (]nodes) مختلفة تتواصل فيما بينها لاسلكيا، وتحتوي على اجهزة استشعار ذكية ورخيصة الثمن تقوم برصد التغيرات المحيطه بها من ثم جمعها ومعالجتها، وإرسالها إلى المراقبين. تمتاز شبكات الاستشعار اللاسلكي (WSNs) بعدة مميزات، ومجموعة خصائص تتمثل في:-
- البيانات المتمركزه:- يعد استشعار المعلومات وايصالها إلى الشخص المعني ومن ثم حوسبتها، المهمة الاساسية التي أنشات شبكة الاستشعار اللاسلكيه (WSNs) من أجلها، ويتم ذلك من خلال جمع المعلومات ودمجها واستخلاص المفيد منها. ومن الجدير بالذكر انه عندما يرغب المستخدمون في الإستفسار عن بعض الحوادث إن البيانات التي يتم رصدها من عقده (node) واحدة ليست مصدر اهتمام لهم حيث أن أي رد فعل يقوم به المستخدم ناتج عن البيانات المستخلصه من عدد كبير من العقد المترابطه في هذه الشبكة. إن قدرة شبكات الإستشعار اللاسلكية (WSNs) على دمج البيانات التي تم جمعها تقلل كثافة البيانات المرسلة عبر هذه الشبكة. [1]
- الانتشار على نطاق واسع:- تنتشر شبكات الاستشعار اللاسلكية [null (]WSNs)  على مساحات شاسعة مما يدفعنا إلى زيادة كثافة العقد المستخدمه بناءا على طبيعة الحقل المطلوب انتشار أجهزه الإستشعار فيه، ومن طبيعي أن تحدث حالات الفشل في الشبكات اللاسلكية، والتي عادة ما تشمل فشل عقد (nodes) أجهزة الاستشعار، وفشل الاتصالات وما إلى ذلك. فبالتالي  لا بد لنا من تصميم  أجهزه وبرامج ذات متانه عا اليه وقادره على الاستمرار في العمل في حالة إخفاق بعض مُكَوِّناتها وخاصة في حالة البيئة التي لا يمكن الوصول إليها.[1]
- التوبولوجيا الديناميكية (dynamic topology): تمثل توبولوجيا الشبكة الشكل الذي يسمح لأجهزة الشبكة بأن تتصل ببعضها البعض. إن التبولوجيا في شبكات الاستشعار اللاسلكية (WSNs) لا بد من أن تكون ديناميكية بسب تغيرات العقد [null (]nodes).على سبيل المثال، قد تفشل العقد (nodes) إما من نقص الطاقة أو التدمير المادي، قد تنضم عقد جديده إلى الشبكة وقد تكون عقد (nodes) الاستشعار متنقلة؛ لتوفير الطاقة. لذلك يجب أن تكون الشبكة قادره على التكيف الذاتي وإعادة تكوين نفسها بشكل دوري.
- الموثوقية العالية: غالبا ما يتم نشر شبكات الإستشعار اللاسلكيه [null (]WSNs) في مناطق نائية وغير مأهوله وتغطي مساحات كبيره.وهذا يجعل صيانة الشبكة عبر الإنترنت أمر صعب جدا. بالإضافة إلى ذلك يجب ضمان سرية  البيانات التي يتم جمعها عن طريق هذه الشبكة لعدم التمكن من سرقتها أو التجسس عليها وبالتالي  من المهم جدا تطبيق بعض الآليات التي تضمن إتصال آمن عبر شبكات الإستشعار اللاسلكي. وهذا يتطلب أن تكون الشبكة قوية وذات قدرة على تصحيح [null أعطالها] ، أي أن تكون ذات موثوقية عالية.
- التنظيم الذاتي: تتعرض شبكات الاستشعار اللاسلكية [null (]WSNs)  إلى بيئات ذات طابع مختلف لذلك تواجه العديد من المعيقات التي لا يمكن التنبؤ بها. فلا يمكن لنا أن نحدد مسبقا موقع العقد بشكل دقيق، ولا يكمن أن نضمن جودة الاتصالات اللاسلكية في جميع البيئات؛ فهنالك بعض الظواهر البيئيه لا يمكن السيطرة عليها . لهذا عقد (nodes) الاستشعار يجب أن تكون ذاتية التنظيم حيث تكون قادره على إعادة تكوين نفسها استنادا على ظروف الشبكة وبدون التدخل بشري .[2]
- الصلة بالتطبيقات:- إن شبكات الإستشعار اللاسلكية (WSNs) تعتمد بشكل وثيق على التطبيق الذي صممت لأجله  . لتتمكن من تحديد متطلباتها من حيث الأجهزة والبرمجيات وبروتوكلات الاتصالات المستخدمة . ومن أجل تحقيق التنظيم الفعال والآمن للشبكة ينبغي على مصمم الشبكة دمج معلومات التطبيق مع الهياكل الإدارية في شبكات الإستشعار اللاسلكية (WSNs).[1]

## البنية المادية لعقدة الاستشعار

### المتحكِّم
نظرة عامة على أجهزة استشعار العقد:
```
(Sensor node hardware)
```

```
من الواضح أن التطبيق وحجم التكاليف يلعبان دورا مهما في حال القيام بإنتقاء مكونات الأجهزة فيما يختص بمستشعر لاسلكي. وغالبا ما تعتبر أسلاك الاتصال ذات جودة مقبولة، ولكن تعتبر المفاضلة فيما بينها والتي تكون من خلال مزاياها والتكاليف أمراً بالغ الأهمية. وفي أقصى حالتها يجب أن يكون جهاز الاستشعار الكامل أصغر من 1 سم مكعب، ويزن (إلى حد كبير) أقل من 100 غرام، ويكون أرخص بكثير من USSI، ويتبدد في أقل من 100uw.
```

```
وتهدف العقد إلى أن تقوم بتخفيض حجم أجهزة الاستشعار ليصل إلى حجم حبيبات الغبار. وفي تطبيقات أكثر واقعية، يعتبر حجم العقدة أمرا ليس مهما للغاية بل تعتبر إمدادات الطاقة البسيطة أمرا أكثر أهمية. 126 هو حجم هذه التفاوتات على الرغم من وجود اتجاه مشترك معين يمكن ملاحظته في منصات الأجهزة النموذجية لعقد الاستشعار اللاسلكية في حين لا يوجد بالتأكيد معيار واحد متاح، كما أن معيارا كهاذا لديه القدرة على دعم التطبيقات جميعها.
بالإضافة إلى ذلك، فإن هناك عددا من المشاريع البحثية التي تركز على تقليص أي من المكونات المتعلقة بحجم واستهلاك الطاقة.
```

```
وتتكون عقدة الاستشعار الأساسية من خمسة مكونات رئيسية وحدة تحكم ووحدة تحكم لمعالجة جميع البيانات ذات الصلة، وقادرة على تنفيذ رموز تعسفية على الذاكرة (بعض الذاكرة) لتخزين البرامج والبيانات المتوسطة.
```

```
تعتبر أجهزة الاستشعار والمحركات الواجهة الفعلية إلى العالم المادي سواء تم استخدام أنواع مختلفة من الذاكرة للبرامج والبيانات أم لا، ويتطلب الاتصال تحويل الأوضاع إلى شبكة ما لإرسال المعلومات وتلقيها عبر قناة شانيل اللاسلكية.
```

مكونات أجهزة الاستشعار:
```
مشغل إمدادات الطاقة كما هو بالعادة بحيث لا تتوفر امدادات للطاقة المتوفرة، ويكون وجود بعض البطاريات ضروريا لتوفير الطاقة. وفي بعض الأحيان يكون هناك شكل من أشكال إعادة الشحن عن طريق الحصول على الطاقة من البيئة (مثل الخلايا الشمسية).
```

```
ويجب على كل من هذه المكونات أن تعمل على تحقيق التوازن بين طاقة صغيرة قدر الإمكان من ناحية والحاجة إلى أداء مهامهم من ناحية أخرى. ويجب على أجهزة التحكم أن تكون غير مشغلة على سبيل المثال، يمكن تستخدم أجهزة التحكم مؤقتا مبرمجا مسبقا لإعادة تنشيط مرور بعض الوقت. وبدلا من ذلك، يمكن برمجة أجهزة الاستشعار لرفع القاطع إذا تجاوزت قيمة درجة الحرارة حدا معينا. ويتطلب دعم وظائف التنبيه لهذا التوصيل المناسب بين المكونات الفردية.
وعلى ذلك، فإنه يجب تبادل كل من معلومات التحكم والبيانات على طول هذه الاتصالات.
```

```
ويمكن لهذا الربط أن يكون بسيطا جدا على سبيل المثال، يمكن أن يقوم جهاز استشعار ببساطة بإبلاغ وحدة التحكم عن تجاوز قيمة (analog)، وإذا تم الكشف في وحدة التحكم الرئيسية عن الحدث الفعلي أي كشف تجاوز الحدود المسموح في المستشعر بدرجة حرارة بسيطة، فإن هذا التجاوز البسيط كاف ليعمل على تشغيل المستشار.
```

وحدة التحكم الرئيسية:
```
وحدة التحكم هي جوهر عقدة الاستشعار اللاسلكي. إذ تقوم بجمع البيانات من أجهزة الاستشعار ومعالجتها، وتقرر متى وأين يتم إرسالها؟! وتستقبل البيانات من العقد الأخرى، وتقرر سلوك المشغل. وتنفذ برامج مختلفة تتراوح بين معالجة الإشارات الحرجة وبروتوكولات الاتصال لبرامج التطبيق..
```

وفيما يتعلق بأدائها في العمل فإنه مثالي، ولا تعمل على استهلاك الطاقة بشكل مفرط، وهي مناسبة لل WSN لإنها تمتلك القابلية لتقليل استهلاك الطاقة بحيث يمكن أن تكون بعض أجزائها في وضعية sleep والبعض الآخر نشط ويؤدي المهام.
بعض الأمثلة على استخدام وحدة التحكم المركزية:
1. Intel strong Arm (الذراع القوية).
2. Texas instruments (MPS 430).
3. Atmel Atmega.

### الذاكرة
الذاكرة:
```
مكون الذاكرة بسيط إلى حد ما. ومن الواضح أن هناك حاجة إلى ذاكرة الوصول العشوائي (RAM) لتخزين قراءات أجهزة الاستشعار. في حين إن العيب الرئيسي في ذاكرة الوصول العشوائي السريع هو أنها تفقد محتواها في حالة انقطاع التيار الكهربائي. بحيث يجب تخزين البرنامج في ذاكرة للقراءة فقط (ROM) أو بشكل أكثر شيوعا في الذاكرة القابلة للقراءة فقط القابلة للقراءة إلكترونيا) (EEPROM) (أو ذاكرة الفلاش) التي تكون مشابهة في وقت لاحق ل (EEPROM) ولكن تسمح بتمرير البيانات أو كتابتها في أكثر من بايت بدلا من بايت واحد فقط في الوقت نفسه، ويمكن أيضا أن تكون بمثابة تخزين وسائط من البيانات في حالة أن تكون ذاكرة الوصول العشوائي غير كافية أو عندما تحتاج إمدادات الطاقة من ذاكرة الوصول العشوائي إيقاف التشغيل لبعض الوقت. وينبغي أن تؤخذ في الاعتبار القراءة والكتابة الطويلة، وكذلك الطاقة كبيرة الحجم (ذاكرة البعد الصحيح). ويمكن أن تكون حاسمة فيما يتعلق بالتكاليف واستهلاك الطاقة.
```

### جهاز الإرسال والاستقبال
يستخدم جهاز الاتصالات لتبادل البيانات بين العقد الفردية. في بعض الحالات، يمكن أن تكون الاتصالات السلكية في الواقع طريقة الاختيار وكثيرا ما تطبق في العديد من شبكات أجهزة الاستشعار مثل الإعدادات. تعد حالة الاتصالات اللاسلكية أكثر إثارة للاهتمام.
أجهزة الإرسال والاستقبال
أما بالنسبة إلى الاتصالات الفعلية، فإن كلا من جهاز الإرسال وجهاز الاستقبال مطلوبان في عقدة الاستشعار. المهمة الأساسية هي تحويل تيارالأرقام الثنائية القادمة من متحكم (أو سلسلة من بايت أو إطارات) وتحويلها من وإلى موجات الراديو. ولأغراض عملية، يكون من المناسب عادة استخدام جهاز يجمع بين هاتين المهمتين في كيان واحد. وتسمى هذه الأجهزة مجتمعة أجهزة الإرسال والاستقبال. وعادة ما تتحقق عملية نصف الازدواجية لأن الإرسال والاستقبال في نفس الوقت على وسط لاسلكي غير عملي في معظم الحالات.
مهام جهاز الإرسال والاستقبال وخصائصه:
لتحديد أجهزة الإرسال والاستقبال المناسبة، ينبغي أخذ عدد من الخصائص في عين الاعتبار. وأهمها:
الخدمة إلى الطبقة العليا، استهلاك القدرة والطاقة، تردد الناقل وقنوات متعددة، أوقات وطاقة تغير الحالة، معدلات البيانات، التحوير، الترميز، التحكم بطاقة الانتقال، النسبة بين الاشارات الداخلة والخارجة، كفاءة الطاقة، حساسية المستقبل، المدى، حجب الأداء، حساسية الناقل.
أجهزة الإرسال والاستقبال المناسبة لشبكات الاستشعار اللاسلكية متوفرة من العديد من الشركات المصنعة. عادة، هناك مجموعة كاملة من الأجهزة للاختيار من بينها.
ومن الخصائص الهامة والفرق الرئيسي مقارنة بأجهزة الاتصال الأخرى هي حقيقة أن أجهزة الإرسال والاستقبال البسيط هذه تفتقر في كثير من الأحيان إلى معرف فريد: فلكل جهاز أثيري، على سبيل المثال، عنوان على مستوى ماك يعرف هذا الجهاز بشكل فريد. وبالنسبة للمستقبلات البسیطة، فإن التکالیف الإضافیة لتقدیم مثل ھذا المعرف مرتفعة نسبیا فیما یتعلق بالتکالیف الإجمالیة للجھاز، وبالتالي لا یمکن الاعتماد علی المعرفات الفريدة لکي تکون موجودة في جمیع الأجھزة. توافر مثل هذه المعرفات في الأجهزة مفيد جدا في العديد من بروتوكولات الاتصالات وغيابها سيكون له عواقب كبيرة على تصميم البروتوكول.
الحالات التشغيلية لجهاز الإرسال والاستقبال:
يمكن للعديد من أجهزة الإرسال والاستقبال أن تميز أربع حالات تشغيلية:
الإرسال: في حالة الإرسال، يكون جزء الإرسال من جهاز الإرسال والاستقبال نشطا والسلك الهوائي يشع الطاقة.
الاستقبال: في حالة الاستقبال يكون جزء الاستقبال نشط.
```
الخمول: جهاز الإرسال والاستقبال الذي هو على استعداد للاستقبال ولكنه لا يستقبل أي شيء يكون في حالة الخمول. وفي هذه الحالة الخاملة، تكون أجزاء كثيرة من دارات الاستقبال نشطة، بينما تكون أجزاء أخرى غير نشطة. على سبيل المثال، في دارات المزامنة، تكون بعض العناصر المعنية بالاقتناء نشطة، في حين أن العناصر المعنية بالتتبع تكون غير نشطة وتنشط فقط عندما يحصل الجهاز على معلومات ما. مايرز وآخرون يناقشون أيضا تقنيات لإيقاف تشغيل أجزاء من دوائر الحصول على معلومات لأجهزة الإرسال والاستقبال المصدرة من معهد المهندسين الالكترونيين و الكهربائيين802.11. والمصدر الرئيسي لتبديد الطاقة هو التسرب.
```

الراحة: في حالة الراحة، يتم إيقاف أجزاء كبيرة من جهاز الإرسال والاستقبال. هناك أجهزة الإرسال والاستقبال تقدم عدة حالات مختلفة للراحة، انظر لمرجع لمناقشة حالات الراحة لأجهزة الإرسال والاستقبال المصدرة من معهد المهندسين الالكترونيين والكهربائيين 802.11. تختلف حالات الراحة هذه في كمية الدارات قبالة غيرالنشطة وفي أوقات الاسترداد المرتبطة وطاقة بدء التشغيل. على سبيل المثال، في قوة كاملة أسفل جهاز الإرسال والاستقبال، تكاليف بدء التشغيل تشمل التهيئة كاملة وكذلك تكوين الراديو، في حين أن في حالات الراحة «الأخف»، بعض أجزاء جهاز الإرسال والاستقبال التي تقود الدارة المؤقتة يتم التحكم بها في حين يتم مراعاة عملية التكوين والوضع التشغيلي.

### مولد الطاقة
```
 امدادات الطاقة من عقد الاستشعار 
```

بالنسبة لعقد أجهزة الاستشعار اللاسلكية غير المترابطة، فإن مصدر الطاقة هو مكون أساسي للنظام. هنالك
```
جانبين اساسين : أولا، تخزين الطاقة وتوفير الطاقة في النموذج المطلوب؛ ثانيا،
```

في محاولة لتجديد الطاقة المستهلكة من قبل «الكسح» من بعض مصدر الطاقة العقدة الخارجية
متأخر، بعد فوات الوقت
يتم عادة تخزين الطاقة باستخدام البطاريات. كما التوجه الخام، العادي
مخازن البطارية حوالي 2.2-2.5 آه في 1.5 V. تصميم البطارية هو العلم والصناعة في حد ذاته، و
وقد اجتذبت الكسح الطاقة الكثير من الاهتمام في البحوث. هذا القسم يمكن أن توفر سوى بعض
لمحات صغيرة من هذا المجال الشاسع. بعض الأوراق التي تتناول هذه الأسئلة (وتكون بمثابة الأساس
لهذا القسم)
تخزين الطاقة: بطاريات
البطاريات التقليدية
مصدر الطاقة لعقدة الاستشعار هو بطارية، إما غير قابلة للشحن («البطاريات الأولية») أو،
إذا كان جهاز مسح الطاقة موجود على العقدة، قابلة لإعادة الشحن أيضا («البطاريات الثانوية»).
في بعض الأشكال أو غيرها، والبطاريات هي مخازن الكيماوية والكهربائية للطاقة - المواد الكيميائية التي هي العامل الرئيسي المحدد لتكنولوجيا البطاريات 

عند هذه البطاريات، تفرض متطلبات صعبة للغاية:
القدرات: وينبغي أن يكون قدرة عالية في وزن صغير، حجم صغير، وانخفاض الأسعار. الرئيسية
متري هو الطاقة في وحدة التخزين، J / CM3. ويبين الجدول 2-2 بعض القيم النموذجية لكثافة الطاقة،
باستخدام التقليدية، وتقنيات البطارية ماكروسيل. وبالإضافة إلى ذلك، فإن البحث عن «ميكروسكيل»
البطاريات، على سبيل المثال، أودعت مباشرة على رقاقة، ويجري حاليا.
القدرة تحت الحمل: يجب أن تحمل أنماط الاستخدام المختلفة كما عقدة استشعار يمكن أن تستهلك
مستويات مختلفة تماما من السلطة مع مرور الوقت ورسم فعلا عالية الحالية في عملية معينة
أساليب
الأرقام الحالية على استهلاك الطاقة من العقد وسن تختلف ويتم التعامل معها بالتفصيل في
القسم 2.2، لذلك فمن الصعب توفير مبادئ توجيهية دقيقة. ولكن بالنسبة لمعظم التكنولوجيات، و
أكبر البطارية، وأكثر قوة يمكن تسليمها فورا. وبالإضافة إلى ذلك، تصنيف
سعة البطارية المحددة من قبل الشركة المصنعة صالحة فقط طالما أقصى التفريغ
لا يتم تجاوز التيارات، لئلا تنخفض القدرة أو حتى فشل البطارية المبكرة يحدث .
التفريغ الذاتي: يجب أن يكون التفريغ الذاتي منخفض؛ فإنها قد تضطر أيضا إلى أن تستمر لفترة طويلة
(باستخدام تكنولوجيات معينة، لا تعمل البطاريات إلا لبضعة أشهر، بصرف النظر عن
سواء تم سحب الطاقة منها أم لا).
فبطاريات الزنك - الهواء، على سبيل المثال، ليس لها سوى عمر قصير جدا (حسب ترتيب الأسابيع)
والتي تعوض كثافة الطاقة العالية بشكل جذاب.
إعادة الشحن الفعال: يجب أن تكون عملية إعادة الشحن فعالة حتى عند توفرها بشكل متقطع ومتقطع
إعادة شحن الطاقة؛ وبالتالي، يجب أن البطارية لا تظهر أي «تأثير الذاكرة».
بعض تقنيات استخراج الطاقة الموصوفة أدناه ليست قادرة إلا على إنتاج التيار
في منطقة μA (ولكن ربما مستدامة) في عدد قليل فقط فولت في أحسن الأحوال. البطارية الحالية
فإن التكنولوجيا لن تقوم أساسا بإعادة شحن هذه القيم .
الاسترخاء: تأثير الاسترخاء - على ما يبدو إعادة شحن الذاتي فارغة أو فارغة تقريبا
البطارية عندما لا يوجه أي تيار منه، على أساس عمليات نشر الكيميائية داخل
الخلية - ينبغي فهمها بوضوح. عمر البطارية والقدرة القابلة للاستخدام هو إلى حد كبير
تمديد إذا كان هذا التأثير هو الاستدانة. وكمثال واحد، فمن الممكن استخدام بطاريات متعددة
بالتوازي مع «جدول» التفريغ من بطارية واحدة إلى أخرى، اعتمادا على الاسترخاء
مخازن الطاقة غير التقليدية:
وبصرف النظر عن البطاريات التقليدية، هناك أيضا أشكال أخرى من خزانات الطاقة التي يمكن التفكير فيها
بمعنى أوسع، خلايا الوقود أيضا مؤهلة كتخزين الكهربائية والكيميائية للطاقة، مباشرة
إنتاج الطاقة الكهربائية عن طريق أكسدة الهيدروجين أو الوقود الهيدروكربوني. خلايا الوقود لديها بالفعل
(مثل الميثانول كمخازن وقود 17.6 كيلوجول / سم 3)، ولكنها متاحة حاليا
فإن الأنظمة لا تزال تتطلب حجم الحد الأدنى غير مؤهل للمضخات والصمامات، وما إلى ذلك. أكثر قليلا
النهج التقليدي لاستخدام الطاقة المخزنة في الهيدروكربونات هو استخدام نسخ مصغرة من الحرارة
محركات، على سبيل المثال، توربينات . تقلص هذه المحركات الحرارة إلى الأحجام المطلوبة لا يزال يتطلب
جهد بحثي كبير في أنظمة ميكروكلترومشانيكال ؛ التوقعات المتعلقة
الطاقة تتراوح بين 0.1-10 واط في أحجام حوالي 1 سم مكعب . وأخيرا، حتى المواد المشعة
قد اقترح كمخزن للطاقة وهناك خيار آخر يسمى «قبعات الذهب»، وذات جودة عالية
والمكثفات ذات قدرة عالية، والتي يمكن تخزين كميات كبيرة نسبيا من الطاقة، يمكن أن يكون بسهولة و
بسرعة إعادة شحنها، ولا تبلى مع مرور الوقت.
التحويل (التيار المباشر- التيار المباشر)
لسوء الحظ، البطاريات (أو غيرها من أشكال تخزين الطاقة) وحدها ليست كافية ك مصدر طاقة مباشرة
لعقدة الاستشعار. مشكلة واحدة نموذجية هي الحد من الجهد البطارية كما لها
قطرات القدرات. وبالتالي، يتم تسليم أقل قوة لدوائر عقدة أجهزة الاستشعار، مع فوري
العواقب على الترددات مذبذب وقوة الإرسال - عقدة على بطارية ضعيفة سوف
لديها مجموعة نقل أصغر من واحد مع بطارية كاملة، وربما رمي قبالة أي المعايرة
القيام به لمجموعة في نطاقات البطارية كاملة.
(التيار المباشر-التيار المباشر) محول يمكن استخدامها للتغلب على هذه المشكلة من خلال تنظيم الجهد تسليمها
إلى الدوائر العقدة. لضمان الجهد المستمر على الرغم من انخفاض الجهد إمدادات البطارية،
(التيار المباشر-التيار المباشر) تحويل لديه لرسم التيار أعلى على نحو متزايد من البطارية عندما تكون البطارية
أصبحت بالفعل ضعيفة، وتسريع الموت البطارية، و
```
(التيار المباشر-التيار المباشر) تحويل لا تستهلك الطاقة لتشغيلها الخاص، والحد من الكفاءة العامة. لكن ال
```

مزايا عملية يمكن التنبؤ بها خلال دورة الحياة بأكملها يمكن أن تفوق هذه العيوب.
كسح الطاقة:
بعض من مخازن الطاقة غير التقليدية المذكورة أعلاه - خلايا الوقود، محركات الحرارة الصغيرة، النشاط الإشعاعي
- تحويل الطاقة من بعض المخزنة، شكل ثانوي إلى كهرباء في أقل مباشرة وسهلة
استخدام الطريقة من البطارية العادية ستفعل. يتم تخزين امدادات الطاقة بأكملها على العقدة نفسها - مرة واحدة
يتم استنفاد امدادات الوقود، فشل عقدة
لضمان عقد طويل الأمد حقا وشبكات الاستشعار اللاسلكية، ومثل هذا مخزن الطاقة محدودة
غير مقبول. بدلا من ذلك، يجب استغلال الطاقة من بيئة العقدة وإتاحتها
إلى العقدة - يجب أن تجري عملية سحب الطاقة. توجد عدة مقاربات:
الخلايا الكهروضوئية : يمكن استخدام الخلايا الشمسية المعروفة لعقد أجهزة الاستشعار. الطاقة المتاحة
يعتمد على ما إذا كانت العقد تستخدم في الهواء الطلق أو في الداخل، وفي الوقت المحدد من اليوم وما إذا كان
للاستخدام في الهواء الطلق. تقنيات مختلفة هي الأنسب للاستخدام في الهواء الطلق أو في الأماكن المغلقة
وتتراوح الطاقة الناتجة بين 10 ميكرو واط / سم 2 في الداخل و 15 ميجاواط / سم 2 في الهواء الطلق.
خلايا واحدة تحقيق إنتاج الناتج مستقرة إلى حد ما حوالي 0.6 V (وبالتالي يجب أن
يمكن استخدامها في سلسلة) طالما أن تيار المسحوب لا يتجاوز عتبة حرجة، والتي
يعتمد، من بين عوامل أخرى، على شدة الضوء. وبالتالي، عادة ما تستخدم الخلايا الشمسية
لإعادة شحن البطاريات الثانوية. أفضل المقايضات بين تعقيد الدوائر إعادة شحن،
وكفاءة الخلايا الشمسية، وعمر البطارية لا تزال أسئلة مفتوحة.
تدرجات درجة الحرارة : يمكن تحويل الاختلافات في درجة الحرارة مباشرة إلى طاقة كهربائي
من الناحية النظرية، حتى الفرق الصغيرة، على سبيل المثال، 5 K يمكن أن تنتج قوة كبيرة، ولكن
الأجهزة العملية تقع قصيرة جدا من الحدود العليا النظرية (نظرا لكفاءة كارنوت) عادة ما يتم النظر في مولدات الطاقة الحرارية الحرارية القائمة على تأثير سيبيك؛ مثال واحد هو
مولد، والتي سوف تكون متاحة تجاريا في وقت قريب، أن يحقق حوالي 80 μW / CM2 في
حوالي 1 V من 5 الفرق في درجة الحرارة كلفن
الاهتزازات: شكل واحد تقريبا من الطاقة الميكانيكية هو الاهتزازات: الجدران أو النوافذ في
المباني هي صدى مع السيارات أو الشاحنات المارة في الشوارع، وآلات غالبا ما يكون انخفاض التردد
الاهتزازات، التهوية أيضا يسبب ذلك، وهلم جرا. تعتمد الطاقة المتاحة على
سواء الاتساع والتردد للاهتزاز وتتراوح من حوالي 0.1 μW / CM3 تصل إلى
10، 000 μW / cm3 لبعض الحالات القصوى (الحدود العليا النموذجية هي أقل).
تحويل الاهتزازات إلى الطاقة الكهربائية يمكن أن يتم عن طريق وسائل مختلفة، على أساس
الكهرومغناطيسية، كهرباء، أو كهرضغطية المبادئ. ويبين الشكل 2-4، على سبيل المثال، أ
مولد يعتمد على مكثف متغير الأجهزة العملية من 1 CM3 يمكن أن تنتج عنه
200 μW / CM3 من 2.25 م / ث 2، 120 هرتز مصادر الاهتزاز، في الواقع كافية لقوة بسيطة
المرسلات اللاسلكية
اختلافات الضغط: تشبه إلى حد ما الاهتزازات، ويمكن أيضا أن تستخدم تباين الضغط كما
مصدر الطاقة. وتستخدم هذه المولدات الكهربائية كهرضغطية بالفعل. واحد معروف
على سبيل المثال هو إدراج مولد كهرضغطية في كعب حذاء، لتوليد الطاقة
كما يمشي الإنسان حول هذا الجهاز يمكن أن تنتج، في المتوسط μW / CM2. أنه،
ومع ذلك، ليس من الواضح كيف يمكن تطبيق هذه التكنولوجيات على الشبكات الاجتماعية.
تدفق الهواء / السائل: آخر مصدر الطاقة المستخدمة في كثير من الأحيان هو تدفق الهواء أو السائل في مصانع الرياح أو
التوربينات. التحدي هنا هو مرة أخرى التصغير، ولكن بعض من العمل على ميليمترسكال
قد تكون التوربينات الغازية ميمس قابلة لإعادة الاستخدام غير أن هذا لم ينتج حتى الآن
أي نتائج ملحوظة.

## نظام التشغيل وبيئة العمل
```
أنظمة التشغيل المدمجة
```

المهام التقليدية لنظام التشغيل هي التحكم وحماية الوصول إلى الموارد (بما في ذلك دعم المدخلات / المخرجات) وإدارة تخصيصها لمختلف المستخدمين وكذلك دعم التنفيذ المتزامن لعدة عمليات والاتصال بين هذه العمليات. غير أن هذه المهام مطلوبة جزئيا فقط في نظام مضمن مثل التنفيذ.الرمز هو أكثر تقييدا بكثير وعادة ما يكون أفضل بكثير من المواءمة في نظام للأغراض العامة.
أيضا، كما أظهرت وصف متحكم، هذه الأنظمة بشكل واضح لم يكن لديها الموارد اللازمة لدعم نظام التشغيل الكامل.
بدلا من ذلك، نظام التشغيل أو بيئة التنفيذ - ربما المصطلح الأكثر تواضعا هوالأكثر ملاءمة - بالنسبة إلى الشبكات الساتلية العالمية ينبغي أن تدعم الاحتياجات المحددة لهذه الأنظمة.
خاصه، فإن الحاجة إلى التنفيذ الموفرة للطاقة تتطلب دعما لإدارة الطاقة، على سبيل المثال، في شكل الإغلاق المراقب للمكونات الفردية أو ديناميكية التحجيم لجهد التقنيات. أيضا، ينبغي التعامل مع المكونات الخارجية - أجهزة الاستشعار، مودم الراديو، أو أجهزة توقيت بسهولة وكفاءة، على وجه الخصوص، المعلومات التي تصبح متاحة بشكل غير متزامن (في أي نقطة تعسفية في الوقت المناسب). كل هذا يتطلب نموذج البرمجة المناسبة، طريقة واضحة لهيكلة كومة البروتوكول، والدعم الصريح لإدارة الطاقة - دون أن تفرض عبئا ثقيلا على الشح موارد النظام مثل الذاكرة أو وقت التنفيذ. يتم التعامل مع هذه الموضوعات الثلاثة في ما يلي أقسام، مع دراسة حالة استكمال اعتبارات نظام التشغيل.
```
برمجة النماذج واجهات برمجة التطبيقات البرمجة المتزامنه
```

```
واحدة من الأسئلة الأولى لنموذج البرمجة هو كيفية دعم التزامن. هذا الدعم للتنفيذ المتزامن أمر بالغ الأهمية لعقد 
```

شبكة الاستشعار اللاسلكية ، كما لديهم لمعالجة البيانات كومونينغ من مصادر تعسفية - على سبيل المثال، أجهزة استشعار متعددة أو جهاز الإرسال والاستقبال الراديوي - في نقاط تعسفية في زمن. على سبيل المثال، يمكن للنظام استطلاع جهاز استشعار لتحديد ما إذا كانت البيانات متاحة وعملية البيانات على الفور، ثم استطلاع جهاز الإرسال والاستقبال للتحقق ما إذا كانت حزمة متاحة، وبعد ذلك وعلى الفور معالجة الحزمة، وهلم جرا. سيتم تشغيل هذا النموذج المتسلسل البسيط حال فقدان البيانات أثناء معالجة حزمة أو فقدان حزمة عندما تكون معلومات الاستشعار.تمت معالجت هذا الخطرالكبير بشكل خاص إذا أخذت معالجة بيانات الاستشعار أو الحزم الواردة كميات كبيرة من الوقت، والتي يمكن أن تكون بسهولة الحال. وبالتالي، بسيطة، برمجة متتابعة نموذج غير كاف بشكل واضح
التزامن القائم على العملية
معظم أنظمة التشغيل الحديثة والأغراض العامة تدعم التنفيذ المتزامن (على ما يبدو موازيا)
من عمليات متعددة على وحدة المعالجة المركزية واحدة. وبالتالي، فإن مثل هذا النهج القائم على العملية سيكون أول مرشح لدعم التزامن في عقدة الاستشعار كذلك؛ في حين بل إن هذا النهج يعمل من حيث المبدأ، ويحدد نموذج التنفيذ هذا من العمليات المتزامنة إلى عقدة استشعار يظهر، مع ذلك، أن هناك بعض عدم التطابق تحبب وظائف بروتوكول الفردية أو طبقات مع العمليات الفردية تنطوي على ارتفاع النفقات العامة في التحول من عملية إلى أخرى. هذه المشكلة شديدة بشكل خاص إذا كان يجب أن تكون المهام في كثير من الأحيان المنفذة التي هي صغيرة فيما يتعلق النفقات العامة المتكبدة للتبديل بين المهام – التي هو الحال عادة في شبكات الاستشعار. أيضا، كل عملية تتطلب مساحة المكدس الخاصة بها في الذاكرة، الذي يناسب مريض مع قيود الذاكرة الصارمة من العقدالاستشعار.
البرمجة القائمة على الحدث
ولهذه الأسباب، يبدو أن نموذج البرمجة المختلف إلى حد ما أفضل. والفكرة هي احتضان الطبيعة التفاعلية لعقدة الشبكات الفضائية العالمية ودمجها في تصميم التشغيل النظام. النظام ينتظر أساسا لأي حدث أن يحدث، حيث حدث عادة يمكن أن يكون وتوافر البيانات من أجهزة الاستشعار، وصول حزمة، أو انتهاء الموقت. مثل هذا ثم يتم التعامل مع الحدث من خلال سلسلة قصيرة من التعليمات التي يخزن فقط حقيقة أن هذا الحدث قد حدث وتخزين المعلومات اللازمة - على سبيل المثال، بايت وصوله إلى حزمة أو قيمة المستشعر - في مكان ما. لا تتم المعالجة الفعلية لهذه المعلومات في هذه الحالة إجراءات المعالج، ولكن بشكل منفصل، فصل من المظهر الفعلي للأحداث. هذا الحدث القائم برمجة.
يمكن لمثل هذا المعالج الحدث يقطع معالجة أي رمز عادي، ولكن كما هو بسيط جدا وقصيرة، يمكن أن يكون مطلوبا لتشغيل إلى الانتهاء في جميع الظروف دون إزعاج ملحوظ رمز آخر. يتعذر على معالجات الأحداث مقاطعة بعضها البعض (لأن هذا بدوره يتطلب تعقيدا إجراءات معالجة المكدس) ولكن يتم تنفيذها ببساطة واحدا تلو الآخر. ونتيجة لذلك، يميز هذا النموذج البرمجة القائم على الحدث بين اثنين مختلفة «سياقات»: واحدة لمعالجات الحدث الحرجة الوقت، حيث لا يمكن انقطاع التنفيذ والسياق الثاني لمعالجة التعليمات البرمجية العادية، والتي يتم تشغيلها فقط من قبل معالجات الحدث. نموذج البرمجة القائم على الحدث يختلف قليلا عن ما يستخدمه معظم المبرمجين ويتطلب عادة بعض التعود على. هو في الواقع قابلة للمقارنة، على بعض المستويات، لوالتواصل، ومدد آلات الدولة محدودة، والتي تستخدم في بروكوريسمز تصميم البروتوكول كما وكذلك في بعض نماذج البرمجة المتوازية. فإنه يوفر مزايا كبيرة. لي وآخرون. مقارنة الأداء القائم على العملية ونموذج البرمجة القائم على الحدث (باستخدام تينيوس الموضحة أدناه) على نفس الجهاز وجدت أن الأداء تحسن من قبل أ عامل من 8، تم تخفيض متطلبات الذاكرة / تعليمات / البيانات بعوامل من 2 و 30، على التوالي، وانخفض استهلاك الطاقة بعامل قدره 12.
واجهات لنظام التشغيل
بالإضافة إلى نموذج البرمجة المنصوص عليه، إن لم يكن في الواقع فرض، من قبل التشغيل النظام، فمن الضروري أيضا لتحديد بعض واجهات لكيفية الدولة الداخلية للنظام يمكن أن يكون واستفسر وربما مجموعة. كما التمييز الواضح بين كومة البروتوكول وبرامج التطبيق تتلاشى إلى حد ما في الشبكات وس، ينبغي أن تكون هذه الواجهة قابلة للوصول من تطبيقات البروتوكول وينبغي أن تسمح هذه التطبيقات بالوصول إلى بعضها البعض. ترتبط هذه الواجهة أيضا ارتباطا وثيقا مع بنية مداخن البروتوكول التي نوقشت في القسم التالي. وتشمل واجهة برمجة التطبيقات هذه (أبي)، بشكل عام، «واجهة وظيفية، تجريدات الكائن، ودلالات السلوك التفصيلية». التجريدات هي وصلات لاسلكية، العقد، وما إلى ذلك وهلم جرا؛ وتشمل المهام الممكنة التحقيق الدولة والتلاعب، وإرسال ونقل والبيانات، والوصول إلى الأجهزة (أجهزة الاستشعار، والمشغلات، وأجهزة الإرسال والاستقبال)، ووضع السياسات، على سبيل المثال، مع فيما يتعلق بمقايضات الطاقة / الجودة. في حين أن مثل هذه واجهة برمجة التطبيقات العامة ستكون مفيدة للغاية، لا يوجد حاليا معيار واضح – أو حتى مناقشة متعمقة - الناشئة عن الأدب. بعض الخطوات الأولى في هذا الاتجاه هي أكثر المعنية بنية التشبيك ، وليس كثيرا مع الوصول إلى وظائف على أ عقدة واحدة. وحتى هذه التغييرات، سيستمر استخدام المعايير الفعلية ومن المرجح أن تخدم بشكل معقول. ويصف القسم 2-3-5 معيارا من هذا القبيل بحكم الأمر الواقع.
2.3.3 هيكل نظام التشغيل وكدس البروتوكول
النهج التقليدي للبنية بروتوكول الاتصالات هو استخدام طبقات: الفردية يتم تكديس البروتوكولات فوق بعضها البعض، كل طبقة فقط باستخدام وظائف الطبقة مباشرة
48 معمارية العقدة الواحدة أدناه. هذا النهج الطبقات له فوائد كبيرة في الحفاظ على كومة البروتوكول بأكمله يمكن التحكم فيها، في احتواء التعقيد، وفي تعزيز النمطية وإعادة الاستخدام. ولأغراض الشبكة الفضائية العالمية، ومع ذلك، ليس من الواضح ما إذا كان مثل هذا النهج الطبقات بدقة كافية.
وكمثال على ذلك، ينبغي النظر في استعمال المعلومات المتعلقة بقوة الإشارة المستلمة من شريك اتصال. يمكن استخدام هذه المعلومات الطبقة المادية للمساعدة في الربط الشبكي بروتوكولات لتقرير التغييرات في التوجيه (تصبح الإشارة أضعف إذا تحركت العقدة بعيدا ربما لم تعد تستخدم قفزة المقبل)، لحساب معلومات الموقع من خلال تقدير أو المسافة من قوة الإشارة، أو لمساعدة بروتوكولات طبقة الوصلة في القناة التكييفية أو الهجينة فيك / أرق. ومن ثم، يمكن استخدام مصدر وحيد للمعلومات لمصلحة الكثيرين والبروتوكولات الأخرى غير المرتبطة مباشرة بمصدر هذه المعلومات. هذا تبادل المعلومات عبر الطبقات هو مجرد وسيلة لتخفيف القيود الصارمة لل نهج الطبقات. كما أن الشبكات النسائية ليست هي السبب الوحيد وراء طلب هذه التحريات. حتى في سيناريوهات الشبكة التقليدية، واعتبارات الكفاءة، والحاجة إلى دعم الشبكات السلكية بروتوكولات في الأنظمة اللاسلكية (على سبيل المثال تكب عبر اللاسلكي)، والحاجة إلى ترحيل الوظائف إلى العمود الفقري على الرغم من وصفات الإنترنت من نهاية إلى نهاية نموذج، أو الرغبة في دعم وآليات التسليم بواسطة معلومات الطبقة المادية في الشبكات الخلوية جميعها خلقت ضغوطا كبيرة من أجل طريقة مرنة وقابلة للإدارة وفعالة للهيكلة والتنفيذ بروتوكولات الاتصال. هيل وكولر مناقشة بعض الأمثلة الأخرى التي عبر الطبقات والتحسين هو مفيد بشكل خاص في وسن.
عند الخروج من العمارة الطبقات، والاتجاه السائد هو استخدام نموذج مكون. يتم تقسيم طبقات كبيرة نسبيا، متجانسة تصل إلى الصغيرة، ومكونات "بذاتها"، "بناء" كتل "أو" وحدات "(تختلف المصطلحات). هذه المكونات فقط تلبية واحدة محددة جيدا على سبيل المثال، حساب فحص التكرار الدوري – والتفاعل مع بعضها البعض على واجهات واضحة. والفرق الرئيسي مقارنة مع بنية الطبقات هو أن هذه التفاعلات لا تقتصر على الجيران مباشرة في علاقة أعلى / أسفل، ولكن يمكن يكون مع أي عنصر آخر. هذا النموذج المكون ليس فقط يحل بعض المشاكل هيكلة لمداخن البروتوكول، فإنه كما يناسب بشكل طبيعي مع نهج القائم على الحدث لبرمجة العقد الاستشعار اللاسلكية. التفاف الأجهزة، أوليات الاتصالات، وظائف في الشبكة تجهيز جميع يمكن أن يكون مريح وتصميمها وتنفيذها كمكونات.
أحد الأمثلة الشائعة لنظام التشغيل الذي يتبع هذا النهج هو تينيوس بالتفصيل في وقت لاحق. ويستخدم مفهوم الأسلاك صريحة من المكونات للسماح تبادل الحدث لاتخاذ مكان بينهما. في حين أن هذا مفيد لأنواع «دفع» من التفاعلات (الأحداث أكثر أو أقل توزعا على الفور على عنصر الاستقبال)، فإنه لا يخدم حالات أخرى جيدة حيث لا بد من وجود نوع «سحب» لتبادل المعلومات. وبالنظر إلى حالة الإشارة المستقبلة معلومات القوة المذكورة أعلاه، قد لا تكون مهتمة تلقي عنصر تلقي كل هذه الأحداث؛ بدلا من ذلك، قد يكفي أن تكون على علم غير متزامن. حل جيد لهذا هو سبورة، استنادا إلى مبادئ النشر / الاشتراك، حيث يمكن إيداع المعلومات وتبادل مجهول، مما يسمح اقتران أكثر مرونة بين المكونات.
2.3.4 الطاقة الحيوية وإدارة الطاقة
تحويل المكونات الفردية إلى حالات النوم المختلفة أو تقليل أدائها عن طريق التحجيم وانخفاض التردد والجهد العرض واختيار التشكيل والترميز معينة كانت أمثلة بارزة نوقشت في القسم 2.2 لتحسين كفاءة الطاقة. للسيطرة على هذه الاحتمالات، يجب اتخاذ القرارات من قبل نظام التشغيل، من قبل كومة البروتوكول، أو يحتمل من قبل تطبيق عند التحول إلى واحدة من هذه الدول. إدارة الطاقة الديناميكية (دبم) جرا مستوى النظام هو المشكلة في هان
واحدة من العوامل المعقدة ل دبم هو الطاقة والوقت اللازم للانتقال من المكون بين أي ولايتين. إذا كانت هذه العوامل لا تذكر، فمن الواضح أنه سيكون الأمثل ل دائما وعلى الفور الذهاب إلى وضع مع أدنى استهلاك الطاقة ممكن. كما هو وليس هو الحال، مطلوب خوارزميات أكثر تقدما، مع الأخذ بعين الاعتبار هذه التكاليف، ومعدل وتحديث قرارات إدارة الطاقة، وتوزيع الاحتمالات الزمنية حتى الأحداث المستقبلية، وخصائص الخوارزميات المستخدمة. وفي الواقع، فإن هذا المجال واسع جدا ولا يمكن إلا لعدد قليل من الأمثلة يمكن مناقشتها هنا - للحصول على نظرة عامة.
سياسات احتمالية انتقال الدولة
سينها وتشاندراكاسان النظر في مشكلة السياسات التي تنظم الانتقال بين حالات النوم المختلفة. أنها تبدأ من خلال النظر في أجهزة الاستشعار موزعة بشكل عشوائي أكثر من منطقة ثابتة وتفترض أن الأحداث تصل مع بعض التوزيعات الزمنية (عملية بواسون) والتوزيعات المكانية. وهذا يسمح لهم بحساب الاحتمالات في الوقت المناسب للحدث التالي، بمجرد معالجة الحدث (حتى بالنسبة للأحداث المتحركة). يستخدمون هذا الاحتمال لتحديد وأعمق حالة النوم من العديد من تلك الممكنة التي لا تزال تلبي متطلبات عتبة المعادلة. وبالإضافة إلى ذلك، فإنها تأخذ في الاعتبار إمكانية الأحداث المفقودة عندما استشعار على هذا النحو يتم إيقاف أيضا في وضع السكون. هذا يمكن أن يكون مقبولا لبعض التطبيقات، وسينها وتشاندراكاسان إعطاء بعض القواعد الاحتمالية حول كيفية اتخاذ قرار ما إذا كان للذهاب إلى مثل هذا عميق وضع السكون.

## الدخول إلى الوسط الناقل (MAC)
المقدمة:
القناة اللاسلكية تظهر على طبيعة (Broadcast) البث في جميع الاتجاهات ، بحيث يكون الإرسال من جهاز استشعار واحد ويتم الاستقبال من عدة اجهزة استشعار محيطه به ، كل جهاز استشعار يتقاسم القناة اللاسلكية مع اجهزة أخرى توجد في نطاق انتقالها ، تصميم البروتوكول (ماك) هو مهم جدا في (WSN)يضمن البروتوكول ماك (MAC) الاتصال في الوسط اللاسلكي مثل إنشاء وصلات اتصال بين العقد اوالاجهزة ويتم توفير الاتصال في جميع انحاء الشبكة، وايضا يجب تنسيق الوصول للقنوات اللاسلكية التي يحدث فيها تصادمات ، تحدث هذه التصادمات عند وجود اثنتين من العقد القريبة من بعضها التي تريد الإرسال في نفس الوقت ، فيجب التقليل أو القضاء عليها .
بالإضافة لبعض المتطلبات التقليدية في (MAC) أو شبكات الماك اللاسلكية هناك تحديات اضافية بسبب القدرات المحدودة لكل عقدة استشعار وبسبب طبيعة التوزيع لل (WSN) بالإضافة لخصائص حركة المرور لتطبيقات اجهزة الاستشعار .
لذلك في البداية سوف نقوم بمناقشة بعض التحديات والحلول المحتملة والعوامل التي تؤثر على تصميم بروتوكول (MAC) لل (WSN).
من اجل التصدي للتحديات التي تواجهها (MAC)لل (WSN)هناك عدد كبير من (MAC)بروتوكول تمتطويرها في السنوات الاخيرة يمكن تصنيفها كالتالي :
الوصول المتوسط القائم على التنافس، والوصول المتوسط القائم على التحفظ، والحلول الهجينة التي تدمج هذين المخططين، سوف نناقشهم في هذا القسم .
```
التحديات التي تواجهها (MAC):
```

العديد من بروتوكولات ماك تم تطويرها واصبحت تستخدم في مجالات عامة للشبكات اللاسلكية، هذه البروتوكولات تركز بشكل اساسي على مقياسيين مهميين للاداء هما: الانتاجية والكمون، واحتياطات الطاقة الصارمة لعقد الاستشعار جعلت استهلاك الطاقة من الاهميات الاساسية، بالتالي فان بروتوكولات ماك
المصممة ل (WSN) تحتاج الي تطوير وفقا لهذا التحدي .
وهنا سوف نقوم بتوضيح هذه التحديات :
'*استهلاك الطاقة: إن متطلبات التكلفة المنخفضة والطبيعة الموزعة لعقد أجهزة الاستشعار تقيد استهلاك الطاقة في جميع الطبقات ، ومن ثم، فإن كفاءة الطاقة ذات أهمية أساسية بالنسبة إلى طبقة تصميم بروتوكول ال ماك ، وينبغي أن يضمن بروتوكول طبقة ماك أن ترسل عقد الاستشعار معلوماتها في الحد الادني من استهلاك الطاقة .
ومصادر استهلاك الطاقة في شبكات ال (WSN)هي لثلاث وظائف اساسية: الاستشعار والتجهيز والاتصالات. وتستهلك أجهزة الاستشعار ودوائر المعالجة كميات ضئيلة من الطاقة بالمقارنة مع الراديو.
```
ومن ثم، ينبغي تنسيق محاولات الاتصال بعناية لتوفير التشغيل الموفر للطاقة في (WSN)، ف تصميم طبقة الماك في هذا الصدد يشكل تحدي مهم منذ ان أصبحت ماك الجوهر الاساسي في تنسيق الاتصالات ، وفقا لذلك يمكن تصنيف مصادر استهلاك الطاقة اثناء محاولة الاتصال كالتالي :
```

- الاستماع الخامل : يشير هذا إلى الحالات التي يتم فيها تشغيل الراديو ولا يتم استرجاع أية بيانات مفيدة من القناة. واحدة من المصادر الرئيسية للاستماع الخامل ترك الراديو على فترة طويلة مرات الخمول عندما يحدث أي حدث الاستشعار. فإنه يضيع الطاقة في حين تلقي هذه الحزمة، لذلك ينبغي تقليلها إلى أدنى حد في تصميم طبقة ماك.
- الاصطدامات: تحدث هذه عندما يقوم عقدان أو أكثر من أجهزة الاستشعار الموجودة عن كثب بإرسال الرزم إلى نفس المتلقي في نفس الوقت . وتؤدي المعلومات المتداخلة إلى عدم استقبال المستقبل أي من الرزم، مما يؤدي إلى تصادم الرزمة. وتشكل التصادمات مصدرا رئيسيا في استهلاك الطاقة في

(WSN)، فان تقنيات تجنب الاصطدام عادة ما تستغل بواسطة بروتوكولات ماك.
- النفقات العامة للبروتوكول: مصدر رئيسي آخر لاستهلاك الطاقة هو التحكم في نفقات بروتوكولات الاتصال. من أجل تنسيق الاتصال في قناة لاسلكية، تتطلب بروتوكولات ماك إرسال رزم التحكم. على الرغم من أن هذه الحزم للتحكم توفر تشغيل متين وقوي لبروتوكولات ماك، فإنها تحتاج إلى الحد الأدنى لتحسين كفاءة استخدام الطاقة.
- الإرسال مقابل القدرة المستقبلة: يشكل إرسال واستقبال الرزم المصدرين الرئيسيين استهلاك الطاقة في (WSN)ومع ذلك ، اعتمادا على بنية الاجهزة، النقل أو التلقي يمكن ان يسيطر على استهلاك الطاقة.

ونتيجة لذلك، ينبغي أن يكون بروتوكول ماك مصمما لهذه العلاقات بين الإرسال والتلقي.
'*اسلوب البناء (الهندسة المهمارية): والوعي الطوبوغرافي للشبكة هو خاصية رئيسية ينبغي إدراجها في الماك بروتوكول لل (WSN)، يمكن نشر عدد كبير من عقد الاستشعار، لذلك فان زيادة الكثافة تؤدي إلى زيادة عدد العقد التي في متناول عقدة الاستشعار، يمكن اعتبارها على حد سواء عيب وميزة ، ارتفاع كثافة الشبكة يؤدي إلى زيادة في عدد العقد المتنازعة للقناة اللاسلكية، مما يؤدي إلى ارتفاع احتمال الاصطدام. من ناحية أخرى، اتصال الشبكة يمكن تحسينه دون المساومة على زيادة قوة الإرسال بسبب عدد كبير من العقد المجاورة. وعلاوة على ذلك، فإن طبيعة القفزات المتعددة للشبكة تحتاج إلى استغلالها في ماك لتحسين أداء التأخير واستهلاك الطاقة.
'* الشبكات القائمة على الحدث : وينبغي استغلال الطبيعة الموجهة للتطبيق في شبكات (WSN)من أجل زيادة الأداء من بروتوكول ماك. في الشبكات التقليدية، الإنصاف في العقدة هو جانب هام من طبقة ماك بروتوكول نظرا للطبيعة التنافسية للعقد .
ومع ذلك، فإن النظام مهتم في المعلومات الجماعية التي تقدمها أجهزة الاستشعار بدلا من المعلومات المرسلة من قبل كل عقدة. بالتالي، وينبغي أن تأخذ بروتوكولات طبقة ماك نهجا تعاونيا بحيث تكون المعلومات الخاصة بالتطبيقات يتم استغلالها لتعزيز الأداء. وكمثال على ذلك، لرصد التطبيقات حيث حركة المرور يتبع نمطا دوريا.
'* علاقه مترابطه: نظرا للكثافة العالية لعقد الاستشعار، والمعلومات التي تم جمعها من قبل كل عقدة يرتبط ارتباطا وثيقا وبشكل حدسي، فإن البيانات المستمدة من أجهزة الاستشعار المنفصلة مكانيا تكون أكثر فائدة في الحوض من الترابط الشديد للبيانات من أجهزة الاستشعار تقع عن كثب وبالتالي، قد لا يكون من الضروري لكل عقدة استشعار لنقل بياناتها؛ بدلا من ذلك، قد يكون عدد أصغر من قياسات أجهزة الاستشعار كافية للاتصال ميزات الحدث إلى الحوض. وبالمثل، فإن طبيعة الظاهرة الفيزيائية المحسسة تؤدي إلى ارتباط المعلومات المستشعرة زمنيا.. وينبغي استغلال الارتباط بين عقد الاستشعار في طبقة ماك بروتوكول ويمكن أن يكون نهجا واعدا لزيادة تحسين أداء الشبكة بشكل عام.

### البروتوكولات المبنية على الخلاف (reservation-based)
هي واحدة من البروتوكولات الاساسية في التحكم في الوصول إلى الوسائط  والقائمة على التنافس والتي تعتمد على التنافس بين النود لانشاء روابط تواصل . وتقدم البروتوكولات القائمة على التنافس مرونة فبالتالي كل جهاز  يتخذ قرار بصورة مستقلة دون الحاجة إلى تبادل الرسائل.ونتيجة لذلك، هذه البروتوكولات لا تتطلب أي بنية تحتية والتي تعتبر مهمة في تطبيقات عديدة في شبكة الاستشعار اللاسلكية. وبدلا من ذلك، فان كل جهاز يحاول الوصول إلى القناة من خلال تقنية استشعار الناقل وتقدم البروتوكولات القائمة على التنافس، متانة  وقابلية للتطويرعلى الشبكة. من ناحية أخرى، فان زيادة عدد الاجهزة زاد من احتمال حدوث تصادم. بروتوكول التحكم في الوصول إلى الوسائط القائم على تقنية تحسس الناقل متعددة الوصول يشكل اللبنة الاساسية لبناء العديد من بروتوكولات شبكة الاستشعار اللاسلكية المتقدمة، ومع ذلك فان تقنية تحسس الناقل متعددة الوصول ضعيفة من حيث كفاءة الطاقة حيث كل جهاز بحاجة إلى تحسس القناة قبل الإرسال. وكل جهاز يستهلك طاقة خلال فترة التحسس . وعلاوة على ذلك، فان كثافة الشبكة تجعل تقنية  تجنب التصادم غير فعالة بسبب زيادة عدد الاجهزة  المخفية .
في هذا النص سوف نوصف البروتوكلات التحكم في الوصول إلى الوسائط الاساسية المستخدمة في شبكة الاستشعار اللاسلكية .بروتوكولات التحكم في الوصول إلى الوسائط الاساسية ثلاث هي : الساكن والبيركلي والقائم على التشارك .
1- برتوكول التحكم في الوصول إلى الوسائط الساكن (C-MAC):
في تقنية تحسس الناقل متعددة الوصول يتطلب من الجهاز ان يتحسس القناة بشكل متواصل، وهذا الامر يتطلب استهلاك كبير للطاقة، وخاصة عندما لا يكون هناك بيانات لارسالها، ولكي نتغلب على هذه المشكلة، تم ادخال عملية إلى برتوكول التحكم في الوصول إلى الوسائط الساكن وهي دورة العمل، باستخدام هذه العملية فان عمل الجهاز ينظم خلال فترة زمنية محددة تسمى فترة الإطار . وخلال هذا الإطار فان الجهاز يكون في حالة خمول خلال فترة من الزمن، ويتحسس القناة خلال بقية فترة الإطار، نسبة فترة الإطار إلى الفترة الكلية تسمى دورة العمل . خلال فترة الخمول سوف يتم وقف عملية التحسس للقناة لحفظ الطاقة . برتوكول التحكم في الوصول إلى الوسائط الساكن يقوم على التنافس المتساوي الذي يعتمد على جداول السكون المنظمة  لتقليل استهلاك الطاقة مع زيادة الإنتاجية وتقليل وقت الاستجابة .
2- برتوكول التحكم في الوصول إلى الوسائط البيركلي (B-MAC):
برتوكول التحكم في الوصول إلى الوسائط البيركلي صمم لجعل بروتوكول التحكم في الوصول إلى الوسائط  بسيط وقابل للتكوين من برتوكولات الاعلى مستوى، وتحقيق لهذه الغاية فان هذا البرتوكول  يزود تقنية تحسس الناقل متعددة الوصول للطبقات العليا وعلاوة على ذلك يدعم تقنية الارتباط الاختباري من دون الحاجة إلى رسالة طلب الإرسال ورسالة طلب الاستقبال . تقنية تحسس الناقل متعددة الوصول يمكن تطبيقها في الطبقات العليا من خلال تغيير فترة التراجع . وبناء على ذلك فانة يتم تقليل استهلاك الطاقة وتطبيق تقنية تجنب التصادم . 
3- برتوكول التحكم في الوصول إلى الوسائط القائم على التشارك (CC-MAC):
تتطلب معظم التطبيقات في شبكة الاستشعار اللاسلكية مستشعر مكاني كثيف لتحقيق التغطية الكافية . ونتيجة لذلك، فان كل مستشعر يسجيل المعلومات الخاصة بحدث واحد. وبسبب الكثافة الكبيرة في بناء الشبكة، قد تكون سجلات استشعار مرتبطة مكانيا لنفس الحدث . ويمكن أن يؤدي استغلال الترابط المكاني في سياق الطبيعة التعاونية لشبكة الاستشعار اللاسلكية إلى تحسن كبير في أداء بروتوكولات الاتصال . ويزيد الارتباط المكاني عندما تنخفض المسافة بين الاجهزة ، مما يجعل هذه الظاهرة ذات أهمية عالية، وبما أن التداخلات المحلية بين الاجهزة  يتم حلها عند طبقة التحكم في الوصول إلى الوسائط ، فمن الطبيعي استغلال هذا التكرار المحلي عند طبقة التحكم في الوصول إلى الوسائط، ويهدف  هذا البروتوكول إلى معالجة هذه المسألة، ويستند تشغيل هذا  بروتوكول إلى نموذج الارتباط المكاني .

### البروتوكولات المبنية على الحجز
إن بروتوكولات الدخول للوسط الناقل المبنية على الحجز (reservation based MAC) قامت بحل مشكلة كثْرة التصادمات الموجودة في البروتوكلات القائمة على الخلاف التي تضمنت احتمالية كبيرة للتصادم نتيجة لعدم وجود تأسيس للاتصال قبل البدء بالإرسال، بالتالي فإنه من الممكن جدا أن تقوم أكثر من عقدة مستشعرة بالإرسال في نفس الوقت خصوصًا مع كثرة هذه العُقَد، بالتالي فإن تقنية الوصول المتعدد ذو الحساسية للحامل مع تجنب التصادم (CSMA/CA) ستتولى مهمتها بتفريغ الهواء من الرسائل المتداخلة التابعة لأكثر من عقدة، ثم سيتم إعادة الإرسال من جديد. بالتالي فإن التقنية هذه غير مجدية نوعًا ما في حال كان لدينا عدد كبير من عقد المستشعرات المنتشرة، لأنه ذلك سيؤدي للكثير من التصادمات بالتالي الكثير من التأخير.
فجاءت البروتوكلات المبنية على الحجز لتقوم بحل هذه المشكلة. وأكثر ما يميز هذه البروتوكات هو عدم إمكانية حدوث التصادمات. وتستخدم هذه البروتوكولات تقنية الوصول المتعدد للوقت المقسم (TDMA) التي تقوم بتقسيم الوقت في قناة الاتصالات إلى أجزاء (شرائح slots), وكل جزء منها تابع لإرسال معين، أي أن كل مرسل يُعطَى مدة زمنية معينة ليرسل معلوماته في القناة (الهواء في حالتنا), ثم بعد انتائها يدخل مستخدم آخر ليرسل ضمن مدة زمنية مساوية للمرسل الذي قبله، ثم بعد انتهاء كل المرسِلِين يعود المرسل الأول للإرسال مرة أخرى وهكذا بشكل دوري.
بشكل عام، تقوم هذه البروتوكولات بعملية الاتصال وفقًا لإطار محدد، ويتكون هذا الإطار من جزئين، أولهما هو فترة الحجز، حيث تقوم العقد الاستشعارية التي تريد إرسال بيانات معينة بإرسال طلب ليتم حجز شريحة زمنية معينة لها للإرسال إلى نقطة مركزية سواء كانت هذه النقطة عقدة أخرى أو جهازًا قائمًا على مجموعة من العقد (cluster head), أما الجزء الثاني فهو فترة إرسال البيانات التي يقوم خلالها كل المرسلون بعملية الإرسال ضمن الشريحة الزمنية التي قاموا بحجزها في الجزء الأول من الإطار.
أما حجم الإطار (الفترتين الزمنيتين آنفتي الذكر) وطريقة حجز الشرائح الزمنية، بالإضافة إلى التنافس على حجز الشرائح الزمنية بين المرسلين (كم شريحة سيأخد المرسل خلال الإطار الواحد), فكل تلك الأشياء تختلف من بروتوكول إلى بروتوكول.
و من هذه البروتوكولات هو التراما (TRAMA) الذي يقوم على استخدام الشرائح الزمنية بالإضافة أنه بتبع نظامًا في توزيع الشرائح يعتمد على اجراءات ومتطلبات الإرسال التي يقوم بها كل مرسل، فلنذكر إمكانية أن المرسلين لن يرسلوا الإشارات على نفس التردد ذلك بسبب اختلاف التصميم من مرسل إلى مرسل آخر، بالتالي فإن استخدم جهازان اشارتان تختلفات بالتردد فإن المستقبل سيستطيع التمييز بينهما، بالتالي فإن أرسلا في نفس الوقت فإن ذلك لن يكون مشكلة، بالتالي فقد قام هذا البروتوكول باستغلال هذه الميزة، حيث أن الشريحة الزمنية التي يجب على مرسل معين استخدامها يتم تحديدها بحيث لا يحدث أي تصادم في الإرسال بينه وبين مرسل آخر.
بروتوكول التراما لا يحتاج إلى نقطة مركزية تقوم بحجز الشرائح الزمنية، إنما حينما يقوم جهازان بالتراسل، فإن العقد التي يتم عبرها الاتصال تقوم بجدولة الشرائح بناءًا على الجهازين المرسلين.
و يتكون الاتصال في هذا البروتوكول من أربعة مراحل:
- استكشاف الجيران: حيث تعلم فيها كل عقدة بخصوص جيرانها أي الذين على اتصال مباشر معها.
- تبادل معلومات الإرسال: حيث تقوم كل عقدة بإرسال معلومات الإرسال قبل أن تبدأ به للعقدة الستقبلة، أي أنها تخبر العقدة المستقبلة بنيتها للإرسال خلال هذه المرحلة، بالطبع فإن العقد المستقبلة تكون هي من الجيران لأن الاتصال سيتم عبر العقد حتى الوصول إلى المستقبل.
- إنشاء الجدول الزمني: تستخدم كل عقدة في هذه المرحلة معلومات الإرسال التي استقبلتها من جيرانها وذلك لتعيين الشرائح الزمنية الخاصة بالإرسال والاستقبال.
- في هذه المرحلة تخرج العقد من طور النوم إلى طور النشاط وتبدأ بالاتصال خلال الشريحة الزمنية المحددة.

و يستخدم الترام مجموعة بروتوكولات منها البروتوكول الجار (NP): كما قلنا فإن كل عقدة تحمل معلومات جيرانها من العقد، أما وظيفة هذا البروتوكول فهي القيام بنشر تلك المعلومات إلى باقي العقد بحيث تصل إلى كل الشبكة، وذلك يتم في فترة حجز الشرائح ضمن الإطار المذكور سابقًا، وتحمل رسائل الروتوكول القائمة الموجودة في كل عقدة بخصوص جيرانها، ثم تتحول إلى أن تحمل التعديلات عليها، أي أن الرسائل ستحمل فقط التعديلات التي حدثت في تلك القائمة وليست القائمة كلها، وذلك لتقليل حجم هذه الرسائل لكيلا تستهلك مقدارًا كبيرًا من القدرة الإرسالية. أما إذا لم يحدث هناك تغيير في القائمة، فستظل هذه الرسائل موجودة بهدف التأكد من أن هذه العقدة لا تزال تعمل، فإن انقطعت الرسائل المنبعثة من عقدة ما لفترة زمنية معينة فإن جيرانها من العقد ستعلم أن هذه العقدة لم تعد تعمل.

### البروتوكولات الهجينة
توفر البروتوكولات (Contention-based) و (reservation-based) إيجابيات وسلبيات مختلفة في اداء متوسط الوصول. حيث البروتوكولات (Contention-based) تتطلب اقل بكثير من النفقات وهذه البروتوكولات تنتج في استخدام عالي في حالات يكون هناك تنافس منخفض. ومع ذلك، عندما يزداد عدد العقد المتنافسة على القناة، ينخفض استخدام القناة لأن هذه العقد غير منسقة. من ناحية أخرى، توفر بروتوكولات (reservation-based) جدولة الوصول لكل نقطة وتقليل التصادمات. هذا ينتج في الاستخدام العالي عندما تكون المنافسة عالية ولكن أيضا في الكمون واحمال. ويؤدي هذا التباين إلى التبادل بين القدرة على الوصول وكفاءة الطاقة. تهدف نظم الهجين في البروتوكول MAC للاستفادة من المبادلة التي أدخلت في توزيع القنوات من خلال الجمع ما بين نظم الوصول العشوائي مع نهج TDMA القائم على (reservation-based). وتوفر الحلول الهجينة تحسينات في الأداء من حيث تجنب الاصطدام وكفاءة استخدام الطاقة بسبب تحسين تنظيم القناة والتكيف مع حمولة الحركة الدينامية. بعد ذلك، نحن تصف اثنين من الحلول الهجينة المتقدمة ل WNSs.
1-	Zebra-MAC:
من أجل توفير عملية التكيف على أساس مستوى التنافس، (Z-MAC) يجمع بين مزايا كل نظم في حل MAC الهجين. هيكل الاتصالات من (Z-MAC) لا يزال يعتمد على فتحات الوقت مماثلة للحلول القائمة TDMA. يتم تعيين كل فاصل زمني مبدئيا إلى عقدة. بيد ان الفرق بين الحلول القائمة TDMA هو أن كل فاصل يمكن سرقته بواسطة العقد الأخرى إذا لم يستخدمه مالكه. وبالتالي، فإن (Z-MAC) يتصرف مثل CSMA تحت التنافس المنخفض ومثل TDMA تحت التنافس العالي. على غرار العديد من البروتوكولات (reservation-based)، (Z-MAC) يتكون من مرحلة الإعداد ومرحلة الاتصالات. مرحلة الإعداد لديها أربعة مكونات رئيسية هي:
•	اكتشاف الجيران.
•	تخصيص الفاصل الزمني.
•	تبادل الإطار المحلي.
•	مزامنة الوقت العالمي.
يتم تنفيذ اكتشاف الجوار مرة واحدة من قبل كل عقدة لجمع المعلومات عن اثنين من هوب النشط له. خلال هذه المرحلة، كل عقدة تبث معلومات واحد هوب نشط لجيرانها. في نهاية تبادل الرسائل متعددة، يتم إبلاغ كل عقدة عن معلومات اثنين من هوب النشط لها. الاصطدامات في قناة لاسلكية تؤثر على اثنين هوب نشط من كل عقدة بسبب مشكلة المحطة الخفية.
يتم تنفيذ المهمة فتحة بواسطة بروتوكول DRAND، والتي تضمن جدول البث بحيث كل عقدة يتم تعيين الفتحة التي لن يتزامن مع فتحات من الجيران الهيب اثنين لها. DRAND أولا يخلق خريطة التداخل الراديوي للشبكة. وتتصل العقد التي يمكن أن تتداخل مع بعضها البعض بواسطة وصلات ثنائية الاتجاه في خريطة التداخل. يتم تنفيذ التعيين فتحة تكرارا وفقا لهذه الخريطة.
يقدم Z-MAC أيضا هيكل الإطار المحلي. في كثير من الحلول المستندة إلى TDMA، يتم تثبيت حجم الإطار للشبكة كاملة. في حين أن حجم الإطار كبير بما فيه الكفاية ضروري لاستيعاب جميع العقد المتنازع عليها في النشط المحلي، قد لا يكون الحجم المطلوب هو نفسه لأجزاء مختلفة من الشبكة. اعتمادا على الكثافة في كل موقع من الشبكة، عقدة قد يكون عدد أقل من الجيران للتنافس معها. وفي هذه الحالات، تكون أحجام الأطر الأصغر أكثر كفاءة لأن الفواصل الزمنية يمكن إعادة استخدامها بشكل متكرر. وبناء على هذه الملاحظة، Z-MAC يسمح لكل عقدة لتحديد حجم الإطار الخاص المحليين.
هيكل انتقال Z-MAC يتبع هيكل الإطار هو موضح أعلاه. لكل فتحة، يتم الإشارة إلى العقدة باعتبارها المالك والعقد الأخرى غير المالكين. يتمتع الملاك بأولوية أعلى على غير الملاك في الوصول إلى القناة خلال الفواصل الزمنية المخصصة لهم. يتم تنفيذ هذه الأولويات على نحو مماثل ل CSMA. إذا كان المالك لديه حزمة لنقل خلال الفتحة، لأول مرة ينفذ CCA. وإذا كانت القناة خاملة، فإنها تنتظر كمية عشوائية من الوقت خلال فترة زمنية وترسل الحزمة الخاصة بها. إذا لم يكن لدى المالك حزمة لإرسالها، يمكن لغير المالكين الاستفادة من فتحة الوقت. يتم تنفيذ ذلك من خلال آلية التراجع مختلفة. وغير المالكين أولا الانتظار ل T0 الفترة الزمنية ثم تتراجع لفترة عشوائية من الوقت خلال فترة زمنية TN0. وهذا يوفر الأولوية للمالكين وتمكين غير المالكين لسرقة الفتحة إذا لم يتم استخدامها.
كما توظف Z-MAC آلية لتخفيف التنافس حول عقدة معينة. إذا كان صاحب يواجه تنافس عال خلال فتحة وقته، فإنه يرسل رسالة إعلام تنافس صريح (ECN) لجيرانها. يتم نشر رسالة ECN نحو الجيران الهيب اثنين على الطريق المؤدي إلى الوجهة. العقد تلقي التبديل رسالة ECN إلى وضع ارتفاع مستوى التنافس (HCL). العقد في وضع HCL لعقدة معينة لا تتنافس للفتحات التي يملكها هذه العقدة. ونتيجة لذلك، ينخفض التنافس على المسار نحو الوجهة.
التقييم النوعي:
مخطط الوصول المتوسط الهجين من Z-MAC يوفر الاتصال على التكيف إذا كان عدد من الفروع وأجهزة الاستشعار أو التغيير تحميل حركة المرور. مقارنة البروتوكولات (Contention-based)، Z-MAC تحسين الإنتاجية عندما تكون تحميل حركة المرور عالية ولا تزال تحتفظ الكمون المقبول لانخفاض حركة المرور مقارنتا مع بروتوكولات القائمة على TDMA.
وقد تم تطوير Z-MAC لسيناريو معين، حيث عقد الاستشعار متحركة ولديها قدرات الاتصالات المتقطعة. وبالتالي، فإنه قد لا تكون قابلة للتطبيق لمجموعة واسعة من التطبيقات WSN، حيث كانت الشبكة ثابتة.
IEEE 802.15.4:
وقد وضعت IEEE 802.15.4 للشبكات اللاسلكية معدل انخفاض البيانات، ويجمع بين نهج كل من (Contention-based) و (reservation-based). وقد وضعت IEEE 802.15.4 للشبكات اللاسلكية انخفاض معدل البيانات، ويجمع بين القائمة على التحفظ والنهج القائم على المنافسة. البروتوكول، بدعم أيضا من قبل اتحاد ZigBee، ويدخل بنية super frame مع فترتين متصلتين، أي خلاف فترة الوصول والفترة الخالية من التنافس. ويفترض أن الشبكة إلى التجمع وكل رئيس كتلة، أي منسق PAN، تبث هيكل الإطار ويخصص فتحات لمرور ذا أولوية في الفترة الخالية من التنافس. في فترة التنافس، والعقد يتعامل تستخدم CSMA / CA أو فترة زمنية محددة CSMA / CA الوصول إلى القناة. ويمكن للفائزين تخصيص القناة لنقلها لفترة زمنية معينة. وهذا يوفر طريقة وصول مرنة للعقد مع حركة المرور غير متكررة. خلال الفترة الخالية من خلاف، يتم تقديم العقد مع ارتفاع حركة المرور الأولوية من قبل منسق PAN. واستنادا إلى متطلبات حركة المرور، يتم تعيين كل عقدة خلال الفترات الخالية من التنافس. وتخصص هذه الفواصل الزمنية لزوج واحد فقط ويتم منع التنافس على القناة لتوفير الأولوية. ونتيجة لذلك، يوفر بروتوكول IEEE 802.15.4 عملية الهجين من خلال المستندة إلى CSMA والعملية القائمة على TDMA. على الرغم من أن هذا البروتوكول يهدف لوضع الأولويات وكفاءة الطاقة تصل إلى دورات واجب 1٪، فإنه يتطلب طوبولوجيا القائم العنقودية، التي قد لا تكون قابلة للتطبيق على بعض السيناريوهات WSN.

## التوجيه (Routing)
طبقة الشبكة :
طبقة الشبكة هي واحده من أكثر الأبحاث تحقيقا في "wsn", معظم خوارزميات التوجيه والبروتوكولات تم اقتراحها من خلال تطوير "wsn".
في هذا الفصل نجد مشاكل وتحديات طبقة الشبكة في "wsn"
أيضاً حلول لهذه المشاكل بالتفصيل ومحاولة تقديم مناقشة جيدة لهذه الحلول .
بروتوكولات التوجيه مقسمة إلى أربعة أقسام وهي :
1- مركزية البيانات والمعمارية المسطحة .
2-الهرمية.
3-الموقع القائم.
4-جودة الخدمة.
تحديات التوجيه :
• استهلاك الطاقة :
في أي خوارزمية توجيه يكون استهلاك الطاقة هو المحور الأساسي وهو ما نهدف إلى تحسينه من خوارزمية لاخرى .
بسبب تحديد مصادر الطاقة وعدم اتاحة طاقة لا نهائية من أجل عملية التوجيه وإلى يكون هدر للمصادر .
ملاحظة : ان العديد من خوارزميات التوجيه قد لا تكون مناسبة، مثل خوارزمية المسار الأقصر.
الأسباب الرئيسية لاستهلاك الطاقة في التوجيه في "wsn" هي :
1-اكتشاف الجيران:
```
العديد من خوارزميات التوجيه تلزم على جهاز التوجيه أن يتبادل المعلومات التي يمتلكها مع الأجهزة المتصل معها،
وفي حالة خوارزميات التوجيه الموقعي يتم تبادل المواقع أيضا ويستمر استهلاك الطاقة في جميع الحالات .
```

إذا ما الحل ؟
لتحسين كفاءة خوارزميات التوجيه ينبغي ان يكون تبادل المعلومات محلي فقط
و يجب تقليل تبادل المعلومات أيضا دون التأثير على دقة المعلومات.
2-الاتصال مقابل الحساب :
من الجيد أن نعلم أن الحساب رخيص جدا مقارنة بالاتصال على مقياس استهلاك الطاقة .
في "wsn" الهدف هو تسليم المعلومات بدلا من الحزم الفردية، أيضا الحساب يجب ان يكون مدمجا مع التوجيه لتقليل استهلاك الطاقة.
•قابلية التوسع :
عادة ما تتكون "wsn" من عدد كبير من العقد "node" وضرورة مراقبة الظواهر الفيزيائية بالتفصيل سيحتم علينا نشر العديد من العقد .
```
ولأن المعلومات في الطبقات العالية أهم من الحزم الفردية من كل عقدة استشعار.
```

يجب ان تكون بروتوكولات التوجيه تدعم دمج عدد كبير من العقد في شبكة واحده وتلقي معلومات من عدد كبير من العقد
دون التأثير على استهلاك الطاقة .
•المعالجة:
العدد الكبير من العقد في الشبكة قد يمنعنا من تعيين عناوين فريدة لكل عقدة .
و هذه مشكلة تواجه معظم بروتوكولات التوجيه
لحلها يجب ان تصدر خوارزميات تعيين عناوين جديدة لا تعتمد على تعيين عنوان فريد لكل عقدة في الشبكة .
•المتانة:
«وسن» تعتمد على العقد داخل الشبكة على تسليم البيانات بطريقة متعددة القفزات .
هذا قد يؤدي إلى فشل أو خلل مفاجئ في الشبكة لأن العقد من الممكن ان تصبح غير قادرة على تسليم البيانات بسبب الحمل الهائل عليها .
لحل هذه المشكلة يجب صنع العقد بمتانة عالية وضد هذه الاعطال وخصوصا ضد فشل النقطة الواحدة والذي يؤدي لفقدان المعلومات في حالة فشل أحد العقد في الشبكة.
أيضا نضيف إلى تحدي فشل العقد فشل العقد اللاسلكية خلال الاتصال .
يجب على بروتوكول التوجيه أن لا تعتمد كفاءته على حزمة فردية واحدة وهي من الممكن أن تفقد خلال الاتصال .
حتى تحت ضغط هائل
البروتوكول يجب ان يوفر تسليم البيانات بين عقدتين بطريقة سلسة وبعيدة عن الفشل .
•البنية:
يمكن ان يكون نشر الشبكة محددا مسبقا ويمكن ان يكون عشوائيا ويمكن استغلال هذا من اجل تصميم بروتوكولات أكثر كفاءة .
المواقع النسبية لجيران العقدة والموقع للعقدة قد يؤثر على كفاءة واداء البروتوكول
لهذا يجب توفير المعرفة الشخصية للعقدة بحيث ان العقدة تستطيع ان تتعلم من حولها بمفردها هذا قد يزيد من كفاءة البروتوكول.
عادة ما تفرض "wsn" ان العقد تكون ثابتة
و لكن يجب على خوارزميات التوجيه ان تتوافق أيضا في حالة تغيير اماكن العقد أو إضافة عقد بأماكن جديدة.
•التطبيق :
طبيعة التطبيق أيضا مهمة في تصميم بروتوكول التوجيه، ففي تطبيقات الرصد عادة ما توصل العقد المعلومات إلى بعضها بطريقة دورية .
في حال حدوث حدث معين في أحد التطبيقات يجب إنشاء واستخدام مسار لتقديم المعلومات حول هذا الحدث خلال الوقت المناسب .
يجب إنشاء مسار جديد لكل حدث جديد .
و يمكن ان نستنتج هنا أن تقنية التوجيه ترتبط بشكل مباشر مع التطبيق، وقد نحتاج تقنيات كثيرة أخرى وجديدة لتطبيقات مختلفة .

### بروتوكلات مركزية البيانات
العدد الكبير من عقد الاستشعار هو سبب اختلاف شبكات الاستشعار اللاسلكية عن غيرها ، فمن الصعب تحديد معرفات لكل عقد الاستشعار.
وبالتالي، لا يفضل استخدام بروتوكولات التوجيه المستندة إلى العناوين لشبكات الاستشعار اللاسلكية . وللتغلب على ذلك، تم اقتراح بروتوكولات توجيه مركزية.
 التوجيه المعتمد على تركز البيانات يشير إلى نوع رسالة الاستعلام التي تبدأ من خلال مستقبل المعلومات .
بدلا من معرفات العقدة، يتطلب التوجيه المرتكز على البيانات التسمية المستندة إلى السمة.
بالنسبة للتسمية المستندة إلى السمات، فإن المستخدمين أكثر اهتماما بالاستعلام عن سمة، بدلا من الاستعلام عن عقدة فردية.
1. خوارزمية الفياضانات :
أبسط خوارزميات التوجيه التي تم تطويرها لشبكات متعددة القفزات، هي تقنية الفيضانات. وبناء على ذلك، كلما تلقت العقدة رزمة، تبث هذه الرزمة إلى جميع جيرانها. ويستمر ذلك حتى تتلقى جميع العقد في الشبكة الحزمة . ونتيجة لذلك، تكون قد غمرت الحزمة الشبكة بأكملها.
يمكن التحكم في فيض البيانات من خلال الحد من إعادة البث حتى تصل الحزمة إلى الوجهة أو يتم الوصول إلى الحد الأقصى لعدد القفزات.
الفيضانات هي بروتوكول رد الفعل وتنفيذها واضح إلى حد ما. مزايا الفيضانات هي في بساطته حيث أنه لا يتطلب للعقدة معرفة المعلومات عن العقد المجاورة ، والفيضانات لا تتطلب صيانة طوبولوجيا مكلفة وخوارزميات معقدة لاكتشاف الطريق.
2. النميمة :
أحد أهم الماكل الرئيسية في خوارزمية الفيضانات هي مشكلة الانفجار، وتعود المشكلة لنسخ الحزمة نفسها أكثر من مرة في الشبكة . ويمكن تجنب ذلك من خلال خوارزمية النميمة . وهذه الخورارزمية تتجنب الانفجار من خلال اختيار عقدة واحدة لتتابع الحزمة. ونتيجة لذلك، كلما تلقت عقدة رزمة لا تبث الرزمة ولكنها تختار عقدة عشوائية بين جيرانها وترسل الحزمة إلى تلك العقدة المعينة. بمجرد تلقي العقدة المجاورة الحزمة، فإنه يختار عشوائيا عقدة استشعار أخرى.
3. بروتوكولات الاستشعار للمعلومات عن طريق التفاوض:
هي عائلة من بروتوكولات التوجيه مصممة لمعالجة أوجه القصور في الفيضانات عن طريق التفاوض وتكيف الموارد ولهذا الغرض، يتبع نهجان رئيسيان. أولا، بدلا من إرسال جميع البيانات تقوم عقد أجهزة الاستشعار التفاوض مع بعضها البعض من خلال الحزم التي تصف البيانات. وبالتالي، يتم إرسال المعلومات الملاحظة فقط إلى العقد الاستشعار المهتمة نتيجة لهذا التفاوض. ثانيا، كل عقدة تراقب مواردها للطاقة، والذي يستخدم لتنفيذ القرارات التي تدرك الطاقة.
4. الانتشار الموجه :
يتم تقديم طلب المعلومات من خلال رسائل الفائدة التي بدأها مستقبل المعلومات. ويبدأ الانتشار الموجه عندما يرسل مستقبل المعلومات رسائل الفائدة إلى جميع أجهزة الاستشعار. وتسمى هذه المرحلة انتشار الفائدة، حيث تغمر رسائل الفائدة عبر الشبكة. رسائل الفائدة تعتبر رسائل استكشافية للإشارة إلى العقد مع مطابقة البيانات لمهمة معينة.
أثناء المهمة، يستمر مستقبل في بث رسالة الفائدة بشكل دوري.
5.التقييم النوعي :
توفر بروتوكولات التوجيه التي تركز على البيانات مسارات تعتمد على التطبيق بناء على اهتمامات المستخدم.
وتستخدم آلية مركزية البيانات لتحديد نقاط النهاية في الشبكة، مما يؤدي إلى عملية دينامية. كلما تغيرت قراءات أجهزة الاستشعار، يتم تكييف مسارات الشبكة مع هذه التغييرات لتلبية طلبات المستخدم. وهذا يوفر كفاءة استخدام الطاقة نظرا لأن الطرق يتم إنشاؤها فقط عندما يكون هناك اهتمام وليس هناك حاجة للحفاظ على طوبولوجيا الشبكة العالمية. كما أن الحلول المرتكزة على البيانات تقلل من استهلاك الطاقة في الشبكة عن طريق تحديد طرق مختارة لمصلحة معينة من مستقبل المعلومات . وبناء على ذلك، فإن تلك العقد فقط التي لها معلومات مطابقة تشارك في توليد المعلومات.
ومن العيوب الرئيسية لبروتوكولات التوجيه التي تركز على البيانات أنها تستند عموما إلى طوبولوجيا مسطحة. وهذا يسبب مشاكل التدرجية وكذلك زيادة الازدحام بين العقد أقرب إلى مستقبل المعلومات .
وآليات التجميع الموزعة ضرورية لتقليل محتوى المعلومات المتدفقة في كل جزء من الشبكة. وعلاوة على ذلك، تنطبق البروتوكولات مثل الانتشار الموجه على مجموعة فرعية من التطبيقات في الشبكات الفضائية العالمية، حيث أن البلاغ يبدأ بالاستعلامات المتولدة من مستقبل البيانات . وهذا أيضا يجعل نشر الموجه ليس خيارا جيدا للتطبيقات الديناميكية، حيث التسليم المستمر للبيانات مهم. وعلاوة على ذلك، تحتاج أنواع الاستعلام فضلا عن إجراءات مطابقة الفائدة إلى تعريف لكل تطبيق. وعلاوة على ذلك، فإن النهج المرتكز على البيانات يؤدي إلى مخططات التسمية المعتمدة على التطبيق. وبناء على ذلك، ينبغي تحديد هذه المخططات مسبقا لكل تغيير في التطبيق.
وأخيرا، فإن عملية مطابقة البيانات والاستعلامات تسبب بعض النفقات العامة في أجهزة الاستشعار.

### بروتوكولات هرميَّة
وتؤدي بروتوكولات مركزية البيانات على البيانات والمعمارية المسطحة إلى غالبية المعلومات المولدة في أجهزة الاستشعار التي تتركز بالقرب من مستقبل البيانات. ونتيجة لذلك، والبروتوكولات المسطحة تعاني من البيانات الزائد على مقربة من مستقبل البيانات مع زيادة الكثافة. العقد التي تقع بالقرب من مسار بالوعة مزيد من المعلومات من العقد في أجزاء أخرى من الشبكة. ونتيجة لذلك، تموت هذه العقد بشكل أسرع وتنتج انقطاعا بين مستقبل البيانات  و شبكات الاستشعار اللاسلكية. ونتيجة لذلك، تؤدي بروتوكولات المعمارية المسطحة إلى استهلاك الطاقة غير المتكافئ في جميع أنحاء الشبكة والحد من قابلية البروتوكولات.
يمكن معالجة مساوئ بروتوكولات  المسطحة من خلال تشكيل بنية هرمية حيث يتم تجميع العقد في مجموعات والتفاعلات المحلية بين أعضاء المجموعة يتم التحكم فيها من خلال رئيس الكتلة . تم تطوير العديد من بروتوكولات التوجيه الهرمي لمعالجة تحديات التوسع في الطاقة واستهلاك الطاقة من الشبكات. مجموعات شكل العقد الاستشعار حيث رؤساء العنقودية البيانات المجمعة والصمامات للحفاظ على الطاقة. ويمكن لرؤوس العنقود أيضا أن تشكل طبقة أخرى من العناقيد فيما بينها قبل الوصول إلى مستقبل البيانات . بعض البروتوكولات الهرمية المقترحة لشبكات الاستشعار هي التسلسل الهرمي للتكتل منخفض الطاقة ، والتجمع الفعال للطاقة في أنظمة معلومات الاستشعار،  وشبكة استشعار حساسة للعوامل تتكيف مع العتبات .

### بروتوكولات جغرافية
تستغل معلومات الموقع لكل عقدة لتوفير كفاءة لتوجيه المسار، وبما ان المكان القصود في wsnع عادة ما يكون ثابت قانه يمكن استخدامه لتطوير قواعد لتوجيه البيانات .
بروتوكلات التوجيه الجغرافي توفر تقنيات لتوجيه البانات لتحسين استخدام الطاقة
1-MECN & SMECN
MECN (الحد الادنى للطاقة شبكة الاتصالات) تقلل الشبكة الفرعية من استهلاك الطاقة بين أي زوج من العقد في الشبكة، من خلال استخدام الرسم البياني للشبكة G', حيث ان كل قمة تمثل عقدة والحواف تربط العقد، ومن هذا الرسم نيستمد Gمع نفس عدد الروؤس وعدد اقل من الحواف
مخططات إعادة التوجيه الجغرافي للوصلات الخاطئة:
القناة اللاسليكة عرض للاخطاء وتغير الرسم البياني للشبكة مما يستلزم تبادل الرسائل بشكل متكرر بين العقد لاعادة بناء الرسم البياني . يمكن تصنيف مخططات إعادة التوجيه المحلية الي نظامين: الإرسال عن بعد (لا تسخدم سوا معلومات المسافة), واعادة التوجيه المستقبلي .
ويهدف التوجيه الجغرافي الي اختيار أحد العقد لتكون النقطة الثانية لدفع الحزمة وبالتالي منع حدوث حلقات في التوجيه .
Greedy forwarding (بروتوكول إعادة التوجيه الجشع) من ابسط بروتوكلات إعادة التوجية.
يمكن تعريف نطاق إرسال عقدة كدائرة حول العقدة، توفر هذه التقنية تسليم سريع للحزمة من خلال عدد عقد اقل.
Distance-Based Blacklisting(القائمة السوداء القائمة على المسافة)
من اجل التخفيف من اثار المسافة بين العقد، يمكن ادراج بعض العقد التي تكون على الحدود من نطاق الإرسال إلى القائمة السوداء .
2-PRADA
بروتوكلات التوجيه الجغرافية تتطلب معلومات من الجيران لتحديد القفزة التالية وجمع هذه المعلومات مكلف.
إذا كانت العقدة لديها معرفة عن الشبكة فانه يمكنها تحديد المسار الأمثل للوجهه ويمكن اختيار القفزة التالية ولكن من الناحية العليمة لا يمكن معرفة جميع المعلومات عن الشبكة . ومن ثم فان بروتوكلات التوجيه الجغرافي تهدف إلى توفير اليات صنع القرار باستخدام رأي محدود بالشبكة .
PRADA هو بروتوكول من اجل الحصول على معرفة طوبولوجية أكبر من خلال ان تزيد العقدة من نطاق ارسالها، ويستخدم نظام يسمى نقل المعرفة الطوبولوجية الجزئية (PTKF) يهدف إلى التقليل من الطاقة من خلال اختيار أقصر مسار للعقدة .

### بروتوكولات مبنية على جودة الخدمة
العديد من بروتوكلات التوجيه تركز فقط على استهلاك الاقة في الشبكة وهو واحد من أهم مقاييس الاداء في WSN  لكنه ليس الوحيد، يتطلب تطوير تطبيقات جديدة مثل الانتاجية والتأخير، ومن ثم فان متطلبات جودة الخدمة (QOS) لهذه التطبيقات تحتاج ضمان .
SAR
توجيه التنازل المتسلسل (SAR) الهدف الرئيسي منه هو خلق اشجار متعددة تنشأ من عقدة الجذر وتنمو كل شجرة وتتجنب العقد ذات الخدمة المنخفضة (أي انخفاض الانتاجية\ التأخير العالي).وبالتالي، يمكن إنشاء مسارات متععدة تربط أي عقدة في الشبكة .
تحدد كل عقدة خاصيتين لكل مسار :
*موارد الطاقة : أكبر عدد من الحزم التي يمكن ارسالها بواسطة العقدة.
*مقياس جودة الخدمة الإضافي: وهو مرتبط بالطاقة والتأخير .
بروتوكول الادنى لتوجيه المسار :
يجمع بين خصائص التأخير والانتاجية وخصائص استهلاك الطاقة لتحديد المسار بين العقد في الشبكة .ويعين البروتوكول وظيفة التكلفة ويحدد خوارزمية الشحن الأدنى التكلفة في كل عقدة وبالتالي تدفق الحزم بالمسار الأقل تكلفة . ويتضمن مرحلتين: إنشاء حقل التكلفة واعادة توجيه مسار التكلفة .
SPEED
تتصل متطلبات نوعية الخدمة في الشبكات عادة بالتأخير والانتاجية، ومع ذلك، الشبكات في WSN تتأثر بموقع العقدة، فان المسافة عامل اخر لجودة الخدمة .
بروتوكول SPEEDيستغل هذا .يتناسب التأخير الذي تتعرض له الحزمة مع المسافة بين المصدر والوجهة.
ويحتوي هذا البروتوكول على مكونات لضمان سرعة الحزم، كل عقدة تبني جدول الجيران ويخزن المعلومات حول الجيران .
التقييم النوعي :
وتنظر بروتوكولات التوجيه القائمة على جودة الخدمة في مقاييس إضافية، بالإضافة إلى استهلاك الطاقة،
هيكلة الطرق. وهذا يوفر قدرات إضافية ل WSN، حيث تطبيقات أكثر تطورا يمكن تطويرها. غير أن توفير ضمانات إضافية يزيد من التكلفة من حيث الطاقة، الاستهلاك، وبالتالي، عمر الشبكة.  وينبغي أن تكون التكاليف مصممة بعناية لمتطلبات التطبيقات.

## الأمن
يحدد مجال أمن المعلومات أهدافا عديدة فيما يتعلق بحماية المعلومات، حيث تعتبر السرية والسلامة وتوافر المعلومات أهم ثلاثة أهداف في هذا المجال ، وتعتبر هذه المكونات الثلاثة المبادئ الأساسية لأمن المعلومات.
1.    سرية المعلومات (confidentiality): هي إخفاء المعلومات، بحيث لا يتم إتاحة أو كشف المعلومات إلا للأطراف المعنية.
2.    سلامة المعلومات (integrity): هو أن تكون المعلومات جديرة بالثقة ، بحيث لا يتمكن أي شخص أخر غير المعني بذلك من إنشاء أو تعديل أو تدمير المعلومات ، بما في ذلك الحماية من حقن المعلومات الاحتيالية أو المكررة أو القديمة .
3.    توافر المعلومات (availability): هو إمكانية الحصول على المعلومات في الوقت المناسب وبطريقة موثوق بها ، وتسمى عملية منع توافر المعلومات بهجوم الحرمان من الخدمة (denial of service attack).
و لضمان العناصر المذكوره أعلاه  فإن هذا يتطلب حماية المكونات المادية (hardware) والبرمجيات (software)الخاصة بالنظام .
و من العناصر الرئيسية الأخرى لأمن المعلومات ما يلي :
-المصادقة (Authentication): قدرة الطرف على التحقق من هوية الطرف أو الأطراف المتصلة الأخرى.
-عدم التنصل أو الانكار (Non-repudiation): القدرة على التأكيد على أن طرفا معينا هو من قام بإنشاء المعلومات.
-التفويض (Authorization): القدرة على تقييد الوصول للمعلومات بحيث تنحصر فقط بالأطراف المسموح لهم بذلك.
-الموثوقية (Authenticity): القدرة على التحقق من أن المعلومات تم إنشاؤها أو تعديلها من قبل الطرف المعلن.
 -الخصوصية (Privacy): القدرة على إخفاء بيانات التعريف الخاصة بالكيان المولد للمعلومات ، مثال: موقع أوهوية الكيان المنشئ للمعلومات المرسلة .
و كما هو الحال في معظم الشبكات، فمن المتوقع أيضا أن تدعم شبكة الاستشعار اللاسلكیة (WSN) مجموعة  من أهداف أمن المعلومات وهذا يعتمد على نوع التطبيق المستخدم .
يتعلق الجانب الجديد من أمن شبكة (WSN) بالنهج التي تنفذ من خلاله أهداف أمن المعلومات المذكورة أعلاه. وعلى وجه الخصوص، فإن تحقيق الأهداف الأمنية المذكورة أعلاه يشكل تحديا خاصا بالنسبة لشبكة الاستشعار اللاسلكیة (WSN) بسبب القيود على عقد الاستشعار (sensor nodes) (من حيث الطاقة، والحساب، والتخزين)، وكذلك بسبب أساليب تشغيل الشبكة (operational modes of the network) (على سبيل المثال، عدد العقد الكبير، عمر العقدة محدود، نشر ثابت، ظروف الانتشار المتغيرة أو الغير معروفة). وعلاوة على ذلك، يرجع ذلك إلى حقيقة أن التكلفة في بعض التطبيقات تعد اعتبارا مهما، فعقد الشبكة الفردية (individual network nodes) تميل إلى أن تكون غير مكلفة، وبالتالي، أقل موثوقية.
 تحتاج الشبكة لدعم بعض مستويات الموثوقية المطلوبة، ولكن غالبا ما يحول النظر في التكاليف دون اعتماد الأجهزة الأكثر تكلفة  مما يمكن أن يقلل من تعقيد بعض البروتوكولات المتعلقة  بالأمن.

### القيود أمام البناء الأمني
تؤثر خصائص أجهزة الاستشعار، ولا سيما محدداتها ، على تصميم بروتوكولات الحماية . على سبيل المثال، العقد في شبكة الاستشعار اللاسلكية هي عقد استشعار غير مكلفة ذات قدرات حسابية محدودة جدا، بالمقارنة مع الاجهزة في شبكات الاتصالات التقليدية. ونتيجة لذلك، يتعذرعلى عقد شبكة الاستشعار اللاسلكية تنفيذ بروتوكولات الحماية المصممة للشبكات الأخرى. وعلاوة على ذلك، فإن قناة الاتصالات اللاسلكية والخصائص التشغيلية لشبكة الاستشعار اللاسلكية تطرح تحديات إضافية في التنفيذ .
1-قيود الهاردوير
إن تعقيد البرامج ومتطلبات الأداء الجيد تفرض كمية موارد الهاردوير اللازمة لتنفيذ هذه البرامج ، بما في ذلك حجم الذاكرة / التخزين، ومساحة الكود ، وسرعة وحدة المعالجة المركزية، ومصدر الطاقة. عادة ما تكون أجهزة الاستشعار محدودة الحجم ، مما يحد من قدرتها على تخزين البيانات والكودات . معظم أجهزة الاستشعار الحديثة لديها أحجام ذاكرة الوصول العشوائي تتراوح (1-10) كيلوبايت، وذاكرة البرنامج أقل من 1 ميغابايت. وعلاوة على ذلك، فإن مساحة التعليمات البرمجية المطلوبة لدعم نظام التشغيل وحده هو في حدود عدة كيلو بايت. على سبيل المثال، يتطلب نظام التشغيل الفعلي لأجهزة الاستشعار اللاسلكية (تينيوس) حوالي 4 كيلوبايت من الذاكرة. لذلك، يجب أن يكون تنفيذ بروتوكول الحماية يتناسب مع الكود في الذاكرة المحددة في جهاز الاستشعار.
2- قيود الطاقة
قيود الطاقة هي دائما مصدر قلق كبيرفي شبكة الاستشعار اللاسلكية ، لأن الحجم الصغيرلجهاز
الاستشعار يحد من حجم البطارية، وبالتالي، سعتها التخزينية للطاقة.وايضا في العديد من التطبيقات التي تعمل فيها أجهزة الاستشعار دون مراقبة، مرة واحدة يتم استخدام جهاز الاستشعار وبعد ذلك من المستحيل استبدال البطارية. على الرغم من أن إعادة الشحن ممكنة إذا تم تنفيذ آلية سحب الطاقة وكثيرا ما تكون كمية الطاقة التي تم جمعها بهذه الطريقة محدودة وغير كافية لتقديم الدعم الكامل من احتياجات الجهاز للطاقة.
هناك ثلاثة مصادر رئيسية لاستهلاك الطاقة بسبب العمليات الأمنية في شبكة الاستشعار اللاسلكية:
1- المعالجة المطلوبة لوظائف الحماية ، مثل التشفير وفك التشفير وتوقيع البيانات والتحقق من التوقيع.
2- الطاقة اللازمة لنقل البيانات التي تتطلب حماية.
3- الطاقة اللازمة للحفاظ على معايير الحماية بطريقة آمنة، مثل تخزين مفاتيح التشفير.
3- القيود المادية
بشكل عام ، وسائل الاتصالات اللاسلكية تجعل من الهجمات الأمنية امر سهل للغاية ، بالمقارنة مع الهجمات في الشبكات السلكية . على سبيل المثال، يمكن للمهاجم التنصت على الترددات اللاسلكية للشبكة وسرقة الرسائل المرسلة خلالها، أو أنه يمكن وضع رسائل ضارة في الشبكة . ومع ذلك فان شبكة الاستشعار اللاسلكية ضعيفة بسبب العديد من الصفات الموجودة فيها، منها وجود عدد كبير من الاجهزة في الشبكة وعدم وجود رابط مخصص بين هذه الاجهزة مما يجعل من السهل على المهاجم أن يخترق بعض الاجهزة ، ويبقى المهاجم غير مكتشف . وعلاوة على ذلك، نظرا لبساطة الهاردوير فان اجهزة الاستشعار عادة ما تفتقر إلى خطط حماية متطورة ضد هجوم الطبقة المادية، مثل التشويش.
وهناك في العديد من شبكات الاستشعار اللاسلكية ، اجهزة الاستشعار لا يمكن الاعتماد عليها وهي عرضة لخلل في الهاردويرأو استنزاف في الطاقة. ولتوفیر المستوى المطلوب من الأمان، یجب أن یأخذ تصمیم بروتوکول الأمان الخاص بشبكة الاستشعار اللاسلكية في الاعتبار ھذه القیود المادیة.

### الهجومات المحتملة وصدّها
```
لتحليل القضايا الأمنية وتحسين المتانة تم استغلال طبيعة بنية الطبقات في الشبكة. تنقسم طبقات الشبكة إلى : الطبقة المادية، طبقة ربط البيانات ، طبقة الشبكة ، وطبقة النقل . بحيث أن كل طبقة عرضة لأنواع مختلفة من الهجمات . يأتي هنا دور الهجمات الأمنية بحيث يمكن استغلال التفاعل بين الطبقات. سأقوم هنا بوصف الثغرات الأمنية لكل طبقة وطرق الدفاع المحتملة.
```

هناك نوعان رئيسيان من الهجمات على الطبقة المادية هما : التشويش والتلاعب. التشويش يشير إلى التداخل في الإرسالات على الترددات الراديوية التي تستخدمها نقاط الشبكة. بحيث يمكن للخصم تعطيل الشبكة بالكامل.ويشمل الدفاع المعتاد ضد التشويش أشكالا مختلفة من الاتصالات الطيفية الانتشار. ومع ذلك قد لا يكون هذا الدفاع متاحا لعقد أجهزة الاستشعار لأن أجهزة الاستشعار عادة ما يفترض أن تكون منخفضة التكلفة، وأجهزة منخفضة الطاقة. وتشمل الدفاعات الأخرى التحول لتعيين المنطقة المزدحمة وإعادة توجيه حركة المرور.بينما يشير التلاعب إلى المساس الفعلي بالعقد في الشبكة. وتنقسم حماية التلاعب إلى فئتين: غير فعال ونشط . الطريقة غير الفعالة لا تتطلب طاقة، وتشمل تكنولوجيا تحمي الدائرة من الكشف عنها مثل التدقيق في العبث . بينما الاليه النشطة تتطلب معدات خاصة لكنها تستهلك المزيد من الطاقة لذلك سيكون من الأنسب لعقد الاستشعار توظيف التقنيات غير الفعاله.
طبقة ربط البيانات عرضة لثلاث هجمات رئيسية : الاصطدام والإرهاق وعدم الإنصاف. يمكن استخدام تقنية رموز تصحيح الخطأ للتخفيف من بعض آثار الاصطدام. ومع ذلك فإنها لا يمكن أن تحل المشكلة تماما حيث أن الخصم لا يزال يفسد المزيد من البيانات أكثر مما يمكن تصحيحه من قبل الشبكة. ان كشف الاصطدام هو طريقة أخرى للتعامل مع الاصطدام لكنه لا يمكن أن تدافع تماما ضد هجمات الاصطدام لأن الانتقال السليم لا يزال بحاجة إلى التعاون بين العقد في حين أن العقد المتضررة يمكن عمدا وبشكل متكرر تمنع الوصول للقناة.بينما يعود الاستنفاذ إلى الهجمات التي تستنزف مصدر الطاقة لعقد الشبكة مما يعرض وفرة الشبكة للخطر. وتقتصر تقنيات "mac" الحالية مثل عمليات العودة العشوائية والدخول المجدول على حل مشكلة الاصطدام العشوائية. وعندما يصبح الاصطدام متعمد تصبح هذه التقنيات غير فعالة إلى حد كبير. الحل الممكن هو جعل الشبكة ببساطة تتجاهل الطلبات المفرطة التي تم إنشاؤها من قبل مهاجم دون الاستجابة لهذه الطلبات وبالتالي تجنب زيادة أخرى في حجم حركة المرور. مع ذلك هذه الميزة لها بعض العيوب. على سبيل المثال فإنه يقلل من القدرة الإجمالية للشبكة ويحد من معدل البيانات الأقصى للمستخدمين الفرديين حتى عندما تكون الشبكة غير مستغلة. ويمكن أن يكون عدم الإنصاف ناجما عن تطبيق انتقائي متقطع للهجمات المذكورة أعلاه عن طريق إساءة استخدام مخطط أولي تعاوني لطبقة "mac" أو باحتكار القناة. دفاع واحد ضد هذا التهديد هو استخدام إطارات " frames " صغيرة ، بحيث العقد الفردية يمكنها التقاط القناة فقط لفترة زمنية قصيرة.
طبقة الشبكة عرضة لأربعة أنواع من الهجمات : الإهمال والجشع ، الرغبة بالعودة ، سوء التوجيه ، الثقوب السوداء. عندما يتم اهمال عقده تعسفا بسبب جشع يعطي الاولويه من لا لزوم له، الحل هنا هو استخدام مسارات توجيه متعددة (بديلة) أو إرسال رسائل زائدة عن الحاجة.عند إعادة التوجيه الجغرافي قد تتعرض الشبكة إلى هجمات موجهه ، حيث يلاحظ الخصم حركة المرور للحصول على موقع العقد الحرجة عندما يجدها ستكون العقد عرضة للهجوم. أحد الحلول لها هو تشفير مقدمه الرسالة ، بحيث لا يمكن للخصم معرفة موقع العقد الحرجة من قراءة المقدمة. سوء التوجيه هو هجوم أكثر قوة ، يوجه الرسائل على الطريق الخطأ.الدفاع عن هذا الهجوم هو مماثل لهجوم الثقوب السوداء ، هجوم الثقوب السوداء هو هجوم أكثر فعالية ضد بروتوكولات التوجيه القائم على المسافات. في هذا الهجوم ، العقدة الوسطيه تحدد الطرق الاقل تكلفه وبالتالي تتشكيل الثقوب السوداء داخل الشبكة. هناك حل يستند إلى التفويض ، يسمح فقط للعقد بتبادل معلومات التوجيه وبالتالي ضمان سرية وسلامة معلومات التوجيه.
ويمكن أن تتعرض طبقة النقل للتهديد من جراء الفيضانات وهجمات إلغاء التزامن. الحل الساذج للفيضانات هو الحد من عدد الاتصالات المسموح بها، بينما في هجوم إلغاء التزامن يعطل الخصم الاتصالات بين العقدتين عن طريق تزوير الرسائل التي تحمل أرقام متسلسلة أو رسائل التحكم الأخرى.لمقاومة هذا الهجوم يجب معرفه هوية جميع الحزم المتبادلة ، على افتراض أن الخصم لا يمكن أن يزيف اليه معرفه هوية المرسل.

## التطبيقات
```
شبكة المتحسسات اللاسلكیة :-
```

ھي شبكة تتألف من عدد كبیر من العقد المتحسسة حیث أن ھذه العقد تنتشر بشكل مكثف داخل المنطقة المراد تحسسھا أو بالقرب منھا . یتم ربط ھذه العقد المتحسسة بعناصر الحاسبات عامة الغرض وتنتشر بأعداد كبیرة تصل إلى المئات أَو آلاف من ھذه العقَد وتتمیز بتكلفة اقل وبصغر حجمھا وتحتاج لطاقة اقل . تشكل شبكات المتحسسات اللاسلكیة Network Sensors Wireless والتي یشار لھا اختصاراً WSN ثورة علمیة في مجال الاتصالات اللاسلكیة والنظم المدمجة والمنتشرة نتیجة التطور السریع الذي تشھده النظم المدمجة خاصة من حیث تزاید صغر حجمھا وإدماج إعداد متضاعفة من الترانزستورات في الدوائر المتكاملة وھو ما یدعم قانون«مور» القائل بان عدد الترانزستورات التي تحتویھا كل شریحة من مادة السلیكون یتضاعف أسیا ً مرة كل سنتین تقریبا فقد أدى ھذا التطور إلى تصنیع أجھزة مدمجة صغیرة الحجم ذات قدرات اتصال لاسلكیة تتفاعل مباشرة مع البیئة المحیطة بھا من خلال حساسات تقوم باستشعار الأحداث الفیزیائیة مثل الحرارة والرطوبة والإضاءة والضغط وتعرف ھذه الأجھزة باسم أجھزة المتحسسات اللاسلكیة والتي تكون فیما بینھا شبكة من المتحسسات اللاسلكیة حیث تتعاون ھذه الأجھزة فیما بینھا لإیصال البیانات المتحسسة لاسلكیا إلى محطة المراقبة والتي تقوم بتجمیع البیانات الفیزیائیة للتحلیل واتخاذ التدابیر اللازمة . وبین یدیك موضوع یوضح لك أھم تطبیقات شبكة المتحسسات اللاسلكیة WSN .و شرح تفصیلي لخوارزمیات توجیھ المسار في WSN وتوجیھ مسار SPIN .ونبذة بسیطة عن ما ھو متوفر من البرمجیات المحاكیة لشبكة المتحسسات اللاسلكیة ومعماریة الاتصال لشبكة المتحسسات اللاسلكیة وكیف یمكننا حمایة ھذه الشبكة.[1]
تطبیقات شبكة المتحسسات اللاسلكیة :-
تعتبر شبكات المتحسسات اللاسلكیة أحد ابرز التقنیات الحدیثة في مجال الحوسبة المختلفة ذلك أنھا فتحت المجال أمام ابتكار جیلٍ جدیدٍ من التطبیقات في مجالات متنوعة مثل البیئة ورصد الأحوال الجویة والمراقبة وفحص سلامة الأبنیة والمنشئات والأمن مثل اكتشاف المتطفلین وعملیات اقتحام المناطق المحظورة وحركة المرور وكشف الحرائق.
-التطبیقات العسكریة مثل:-
- مراقبة الھدف
- الاكتشاف المبكر للھجمات النوویة والكیمیائیة من العدو

-التطبیقات المدنیة مثل:-
- تتبع واكتشاف العربات والسیارات .
- اكتشاف ومراقبة سرقة السیارات
- إدارة ومراقبة حركة المرور من خلال وضع ھذه الأجھزة على تقاطعات الشوارع الرئیسة للحد من المخالفات المروریة، وتسھیل حركة السیر.

-عملیات الطوارئ مثل -:
- مكافحة الحرائق وذلك بنشر كمیة كبیرة من أجھزة المتحسسات في فصل الصیف ضمن الغابات للتنبؤ بالحرائق وقت حدوثھا.
- كشف الفیضانات .
- كشف الزلازل
- كشف تلوث الماء والھواء.

-المجالات الطبیة والصناعیة والتجاریة:-
```
مجال الزراعة والري، إذ إن ھناك شبكات تعتمد على متحسسات تقیس رطوبة التربة ومستوى المیاه في الخزانات وتكون ذات جدوى اقتصادیة عالیة في البلاد التي تعاني من قلة الماء والأمطار.
[
34
]
[2]
```

العـــقــد المتحسسة والشبكة مكونات عقدة التحسس:-
تتكون العقدة المتحسسة من متحسس + معالج + وسیلة اتصال، وحیث أن عقدة التحسس node Sensor ھي عبارة عن جھاز یحتوي على معالج دقیق وذو قدرة على الرصد والاتصال اللاسلكي، وھو یعاني من صغر حجم الذاكرة ، بالإضافة لمحدودیة مخزون الطاقة. تتكون عقدة التحسس من الوحدات التالیة :
- وحدة التحسس.
- وحدة تخزين البيانات.
- وحدة المعالجة.
- الوحدة الراديوية.
- بالإضافة إلى وحدة الطاقة.

خوارزمیات توجیھ المسار في WSN :-
ینقسم توجیھ المسار إلى مجموعتین رئیسیتین:-
1 .التوجیھ اعتمادا على العنوان : ویعني العثور على أقصر طریق بین الأزواج اعتمادا على عنوان العقد النھائیة.
2 .التوجیھ اعتمادا على البیانات : ویبحث عن المسارات من مصادر متعددة إلى عمق واحد.
البرمجیات المحاكیة لشبكة المتحسسات اللاسلكیة البرمجیات المحاكیة:-
البرمجیات المحاكیة JavaSim : وھي سھلة الاستخدام ، معیاریة للغایة ولكن لا تدعم اللاسلكیة.
البرمجیات المحاكیة GlomoSim : وھي مخصصة للشبكات اللاسلكیة ، ولكن قویة جدا للشبكات الصغیرة .
البرمجیات المحاكیة: 2Ns- وھي تقوم بدعم المحاكاة اللاسلكیة ، والتوثیق الجید ، ولكنھا صعبة الاستخدام ، حیث انھ لكل بروتوكول نقوم بإنشاء وحدات أو نماذج منفصلة.
البرمجیات المحاكیة SNetSim : وھي برنامج محاكاة جدید ، وتستخدم بشكل رئیسي شروط الانقیاد بالاحداث driven event ، وھي بسیطة وسھلة الاستخدام ، ویمكننا إنشاء ووضع البروتوكولات المرغوبة . وتعمل في أنظمة التشغیل ویندوز وتم تطویرھا في معھد الھندسة والعلوم البحریة الموجود في تركیا.[3]

## استخداماتها
تستخدم شبكات الإِستشعار اللاسلكيّة في العديد من المجالات من أشهرها المجال العسكري والطبي والصناعي والتجاري والأبحاث العلمية. ومثلا تستخدم في الزراعة لإعطاء صورة واضحة من الحرارة والرطوبة ومستوى المياة لموقع معين. كما يمكن استخدامها في إدارة ومراقبة حركة المرور من خلال وضع هذه الأجهزة على التقاطعات والشوارع الرئيسية.

## ما هو جهاز الاستشعار؟
جهاز الاستشعار  (Sensor node) هو عبارة عن جهاز يحتوي على معالج دقيق وذو قدرة على الرصد والاتصال اللاسلكيّ. وبه ذاكرة إلكترونية بنوعيها الثابتة والمؤقتة، ويحتاج إلى مصدر للطاقة لتشغيله.

## مكونات جهاز الاستشعار

مكونات جهاز الاستشعار

يتكون جهاز الاستشعار اللاسلكي من الوحدات التالية:
1. وحدة الاستشعار.
2. وحدة تخزين البيانات ومعالجتها من خلال متحكم دقيق
3. وحدة الإرسال والاستقبال.

فوحدة الاستشعار تتكون من جهاز للاستشعار وأداة تحويل البيانات من تناظرية إلى رقمية، والمهمة الرئيسية لهذه الوحدة هي تحويل البيانات المرسلة أو المستقبلة إلى صيغة تتناسب وطبيعة البيانات المستخدمة في وحدة التخزين والمعالجة، ففي البداية تُقوّى الإشارة المستقبلة من جهاز الاستشعار ثمّ تُحوّل إلى شكل رقميّ عن طريق أداة تحويل البيانات، أما وحدة التخزين والمعالجة فهي عبارة عن رقاقة دقيقة فيها وحدة ذاكرة ومعالج بيانات محدودان، وكتكملة للوحدتين السابقتين توجد وحدة الإرسال والاستقبال، وتتكون هذه الوحدة من جهاز لإرسال واستقبال موجات الراديو من خلال الهوائي المثبت بجهاز الاستشعار.
وبالإضافة إلى الوحدات سابقة الذكر توجد ثلاثة وحدات اختيارية وهي:
- وحدة تحديد الموقع- تعتمد بتصميمها على نوع التطبيق المستخدم- ووظيفتها تحديد احداثيات جهاز الاستشعار في حقل المراقبة مقارنة بنقطة ثابت.
- وحدة التنقل وتستخدم لتحريك جهاز الاستشعار من مكان إلى آخر تبعاً لمتطلبات الشبكة.
- وحدة توليد الطاقةّ حيث يتم فيها إعادة تعبئة محزون الطاقةّ.

إن التطبيقات الحديثة في مجالات أجهزة الاستشعار اللاسلكية تتطلّب من جهة أجهزة ذات عمر افتراضي كبير، ومن جهة أخرى تحتوي هذه الأجهزة عادة على مصدر محدود للطاقة، كما أن هناك عدة عوامل تؤثر في استهلاكها للطاقة، فمثلاً تتأثر الطاقة بالعوامل الآتية:
- عدد المدخلات المُستَقبَلة
- عدد الخدمات المؤداة (Processing)
- مدة الإرسال والاستقبال
- الظروف البيئيّة المحيطة كدرجة الحرارة
- دقة القراءات المطلوبة
- موجات الراديو المستخدمة.

## الطاقة
يتم تزويد كل جهاز استشعار -عادة- ببطاريتين من نوع AA قابلتين لإعادة الشحن، ولكن مع استخدام مئات الآلاف من هذه الأجهزة في حقل المراقبة فإن إعادة شحن البطاريات تعتبر وسيلة غير عملية، ولذا يتوجب البحث عن استراتيجيّات جديدة لترشيد الطاقة، كما في عملية دمج رقائق البرمجة المنطقية (مصفوفة البوابات المنطقية القابلة للبرمجة) بجهاز استشعار (ATMEL)، وكما يمكن أيضاً الاستفادة من وسائل الطاقة المتجددة كالطاقة الشمسية أو المتولدة عن طريق الاهتزاز، والتي تعد من الوسائل الهامة التي يمكن بواسطتها التغلب على مشكلة الطاقة.

### حجم الذاكرة
إن أجهزة الاستشعار تحتوي على وحدات ذاكرة ذوات حجم صغير، مما يؤدي إلى قصر الفترة الزمنيّة المطلوبة لتخزين البيانات قبل تحليلها أو ارسالها إلى الأجهزة المجاورة، ولقد وجد أن الأنواع القديمة من أجهزة الاستشعار تستخدم تقنيات ذاكرة (حاسوب)المتطايرة بنوعيها SRAM و SDRAM، بينما تحتوي أجهزة الاستشعار الجديدة على هذين النوعين من الذاكرة معاً ولكنهما مدمجان مع رقاقة الجهاز نفسه بالإضافة إلى استخدام ذاكرة ومضية خارجيّة، فعلى سبيل المثال جهاز الاستشعار Imote2 يحتوي على ذاكرة مدمجة تبلغ سعتها 256 كيلوبايت و32 ميجابايت من نوع SRAM و 32 ميجابايت من نوع SDRAM بالإضافة إلى 32 ميجابايت من الذاكرة الومضية، وعلى الرغم من أن تكنولوجيا الذاكرة الومضية تتطلّب حيزاً أكبر من رقاقة الجهاز مقارنةً بوحدات ذاكرة (حاسوب) من نوع SRAM أو SDRAM، إلا أنها الأكثر كفاءة في ترشيد الطّاقة، ولكنها أقل كفاءة في حالة التكرار الكثير للكتابة.

### القدرة على معالجة البيانات
يلعب المعالج في جهاز الاستشعار دورًا مهماً في تحليل ومعالجة البيانات المرصودة من قبل الجهاز نفسه أو المستقبلة من قبل أجهزة أخرى، وبعد الانتهاء من عملية تحليل هذه البيانات ترسل في رسالة -قد تكون مشفرة- إلى الأجهزة المجاورة، وهذا يتطلّب التّحكّم في موجات الرّاديو والتعامل مع شيفرة الرسالة وتخزينها، بالإضافة لذلك قد يقوم المعالج بوظيفة أخرى ألا وهي تجميع البيانات، وهذا التجميع –عادة- يكون مسوؤليّة جهاز استشعار معين يقوم بالدمج بين البيانات المحلية والمستقبلة، بعض هذه البيانات المجمعة قد يرْفَض والبعض الآخر قد يرسل إلى الأجهزة المجاورة، وإحدى هذه الأجهزة الحديثة ذات المعالجات العالية الكفاءة جهاز يسمى Imote2 السابق ذكره، ويستخدم في هذا الجهاز معالج من نوع PXA271 Intel XScale، كما يدعم الترددات المنخفضة -13 ميغاهرتز- ويمكنه العمل في النمط المنخفض لاستهلاك الطاقة -8.5 فولت-، وهو ما يتناسب مع التطبيقات المعقدة مثل المراقبة باستخدام الكاميرات الرقمية.

### الإتصال
يعد الرّاديو من أهمّ مكونات جهاز الاستشعار، وهو أيضًا أكثر الوحدات استهلاكاً للطاقة، ويقدِّر أن 97 % من الطّاقة المستهلكة متعلّقة بالإرسال والاستقبال إمّا بالاستخدام المباشر لوحدة وإما نتيجة انتظار المعالج لوحدة الرّاديو من الانتهاء من الإرسال أو الاستقبال، ولقد لوحظ أن تكنولوجيا الراديو الحاليّة تعمل على أساس إرسال بيانات على موجات قصيرة، وهذا يتضمّن تكنولوجيا قياسية مثل
بلوتوث وZigBee وUWB، على سبيل المثال تكنولوجيا ZigBee تسمح باتصال 254 جهاز استشعار في آن واحد بتردد 2.4 ميغا هرتز، وقد تستخدم تكنولوجيا أخرى غير قياسية لنّقل البيانات المختلفة وهذا قد يحد من قدرة شبكات أجهزة الاستشعار.